# Panhard
La Panhard è stata una casa automobilistica francese fondata a Parigi, inizialmente, come Périn et Cie (1845), in seguito divenuta Périn, Panhard et Cie (1867), poi Panhard & Levassor (1886) e, infine, Panhard (dal secondo dopoguerra).
Unitamente alla Peugeot (fondata nel 1896 come Société anonyme des automobiles Peugeot , ma le cui origini risalgono all'azienda familiare fondata nel 1810), la Panhard & Levassor è la più antica fabbrica francese di autovetture con motore a combustione interna.
La Panhard fu un'azienda indipendente produttrice di automobili, autobus, autocarri, componenti di veicoli (motori per autoveicoli e aeromobili, barra Panhard, ecc.) e veicoli militari, fino alla fusione con Citroën nel 1965 e l'arresto della produzione di veicoli civili nel 1967. Nel 1975 la divisione produttrice di veicoli militari è separata e poi venduta nel 2005; questa divisione, diventata Panhard General Defense, è tuttora attiva ed è parte del gruppo Renault Trucks Defense (Renault Trucks-Volvo Group). Il marchio civile Panhard, inutilizzato dal 1967, è tuttora di proprietà di Stellantis.

## Storia

### Origini (1846-1886)
Nel 1846, nell'allora periferia parigina del faubourg Saint-Antoine, Jean-Luis Périn fondò, assieme al socio Pauwels, la Périn & Pauwels, una segheria e falegnameria che di lì a poco avrebbe convertito la propria attività alla produzione di macchine per la lavorazione del legno e di seghe a nastro (delle quali aveva depositato un brevetto). In tale occasione, il socio Pauwels lasciò la società, il cui capitale rimase interamente in mano a Périn. L'attività funzionò fin da subito e la reputazione dell'attività del Périn divenne ben presto di alto livello, consolidandosi nel corso degli anni, a tal punto che nel giro di vent'anni si ingrandì fino a contare una settantina di dipendenti, tra i quali, nel 1860, va ricordato un giovanissimo Gottlieb Daimler. Fu proprio dopo oltre un ventennio di fiorente attività che Périn decise di prendere con sé un socio e lo trovò nel giovane René Panhard (1841-1908), ventiseienne ingegnere fresco di studi, che nel 1867 si unì a Périn come socio paritario. Con l'arrivo del giovane e dinamico Panhard, l'azienda estese il campo lavorativo alla metallurgia, trasformandosi in una nuova società denominata Périn et Cie e dedita alla costruzione di ruote per carri e macchinari per la lavorazione del legno. La guerra franco-prussiana del 1870 fu una grande occasione di crescita per la maison Périn-Panhard, costretta ad ingrandirsi velocemente per soddisfare le molte commesse militari, ricevute in qualità di azienda che affiancava la lavorazione del legno e dei metalli. Gli affari decollarono a tal punto che di lì a non molto si rese necessario per i due soci trasferire la propria attività in un capannone più ampio. Il trasloco avvenne nel luglio del 1873, in un capannone in 17-19 avenue d'Ivry (XIII arrondissement) e nell'adiacente terreno in boulevard Masséna.
Ma nel frattempo, e precisamente nel dicembre del 1872, vi fu l'ingresso nella società di un altro ingegnere, Émile Levassor (1844-1897), amico ed ex compagno di studi di René Panhard all'École Centrale Paris. L'arrivo di Levassor coincise giocoforza con un riassetto sul piano societario: Périn cedette un quinto della sua quota azionaria a Panhard, il quale divenne quindi socio di maggioranza, mentre Levassor rilevò un quarto del pacchetto dello stesso Périn, divenendo così detentore del 10% della nuova società Périn, Panhard et Cie, contro il 30% di Périn e il 60% di Panhard. Neanche due anni dopo, nel febbraio del 1875, fu proprio Levassor a suggerire agli altri soci l'idea di espandere l'area di interesse della società ai motori a gas, in particolare alla produzione di tali motori su licenza. In effetti, Émile Levassor era in stretti rapporti di amicizia con Édouard Sarazin, un ingegnere di origine belga conosciuto da Levassor durante un periodo lavorativo trascorso in Belgio alla Cockerill di Seraing. Sarazin, da qualche anno, si era anch'egli trasferito a Parigi per divenire distributore in Francia dei motori prodotti dalla tedesca Deutz. Con Sarazin come tramite, l'azienda di Périn, Panhard e Levassor riuscì ad ottenere la licenza per la fabbricazione dei motori Deutz da rivendere in terra francese. Anche tale nuova attività si rivelò un successo, sebbene per breve tempo: infatti, già nel 1879 la Deutz decise di aprire in Francia una propria filiale, per cui Sarazin e la Périn, Panhard et Cie rimasero tagliati fuori poiché le loro licenze vennero revocate. La situazione si sbloccò solo nel giugno del 1882, quando Gottlieb Daimler, già con esperienze presso la vecchia fabbrica di macchine per il legno fondata dal Périn e fino a quel momento dipendente proprio della Deutz, lasciò l'azienda di Colonia per sviluppare in proprio un nuovo motore più leggero ed efficiente, costituito da un monocilindrico in grado di funzionare sia a gas che a petrolio. Questo interessò Sarazin, il quale parlò di questa nuova possibilità all'azienda di Périn e soci. Si arrivò così ad una nuova licenza di fabbricazione, riguardante stavolta i motori prodotti da Daimler assieme al suo fido collaboratore Wilhelm Maybach. Nei quattro anni successivi, Daimler lavorò al perfezionamento del suoi motore prima di portarne le specifiche all'ufficio brevetti. Ciò avvenne alla fine del 1886: questo fu un anno fondamentale nella storia dell'automobile, poiché già in gennaio nacque la prima automobile dotata di motore a scoppio, realizzata dalla Benz, mentre poco dopo la registrazione del brevetto di Daimler, questi presentò la sua prima autovettura, la Motorkutsche. Fu anche l'anno in cui Périn morì, esattamente il 6 agosto, fatto che comportò un riassetto societario: i due soci rimanenti rilevarono la quota del Périn riacquistandola dagli eredi e la divisero in due parti uguali. Così, René Panhard si ritrovò a possedere il 75% del capitale dell'azienda, mentre ad Èmile Levassor andò il restante 25%. Il tutto sotto una nuova ragione sociale, la Panhard & Levassor.

### Panhard & Levassor (1886-1945)

#### I primi anni

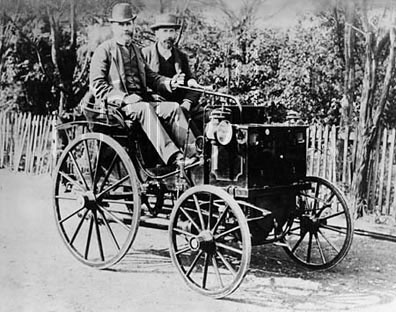
Una Panhard & Levassor Type P2D

Poco dopo la nascita della Motorkutsche, la Panhard & Levassor acquistò da Daimler uno dei suoi motori, il già citato monocilindrico, allo scopo di studiarne sia la struttura sia le sue potenziali applicazioni. Intanto Sarazin stava adoperandosi per ottenere l'esclusiva per la Francia dei brevetti per la fabbricazione del motore tedesco della Daimler-Motoren-Gesellschaft. La malattia e la morte di quest'ultimo, avvenuta il 24 dicembre 1887, impedì a Sarazin di concludere la trattativa. Fu a questo punto la vedova di Sarazin, Louise Cayrol, a condurre le trattative fra la Panhard & Levassor e la Daimler Motoren Gesellschaft (o DMG). Nell'ottobre del 1888 la donna intraprese un viaggio assieme ad Émile Levassor verso Bad-Cannstatt, il sobborgo di Stoccarda in cui aveva sede la DMG, dove Levassor si interessò vivamente ad un nuovo motore progettato e realizzato da Daimler e Maybach, un bicilindrico a V che diverrà noto come Typ P. I rapporti fra la vedova Sarazin e Levassor si strinsero a tal punto che di lì a poco fra i due nacque una relazione. Nel giugno del 1889 l'azienda di avenue d'Ivry cominciò ad acquistare i primi esemplari di tale motore allo scopo di poterli utilizzare nelle proprie future autovetture. Ebbero come cliente, in quel periodo, anche Armand Peugeot, che stava presentando all'Esposizione Universale la sua prima autovettura, spinta da un motore a vapore, ma che voleva anche passare ai motori a combustione interna per il suo modello successivo. L'industriale del Doubs si dichiarò pronto ad acquistare dalla Panhard & Levassor una trentina di motori Daimler. Di lì all'accordo definitivo il passo fu breve.

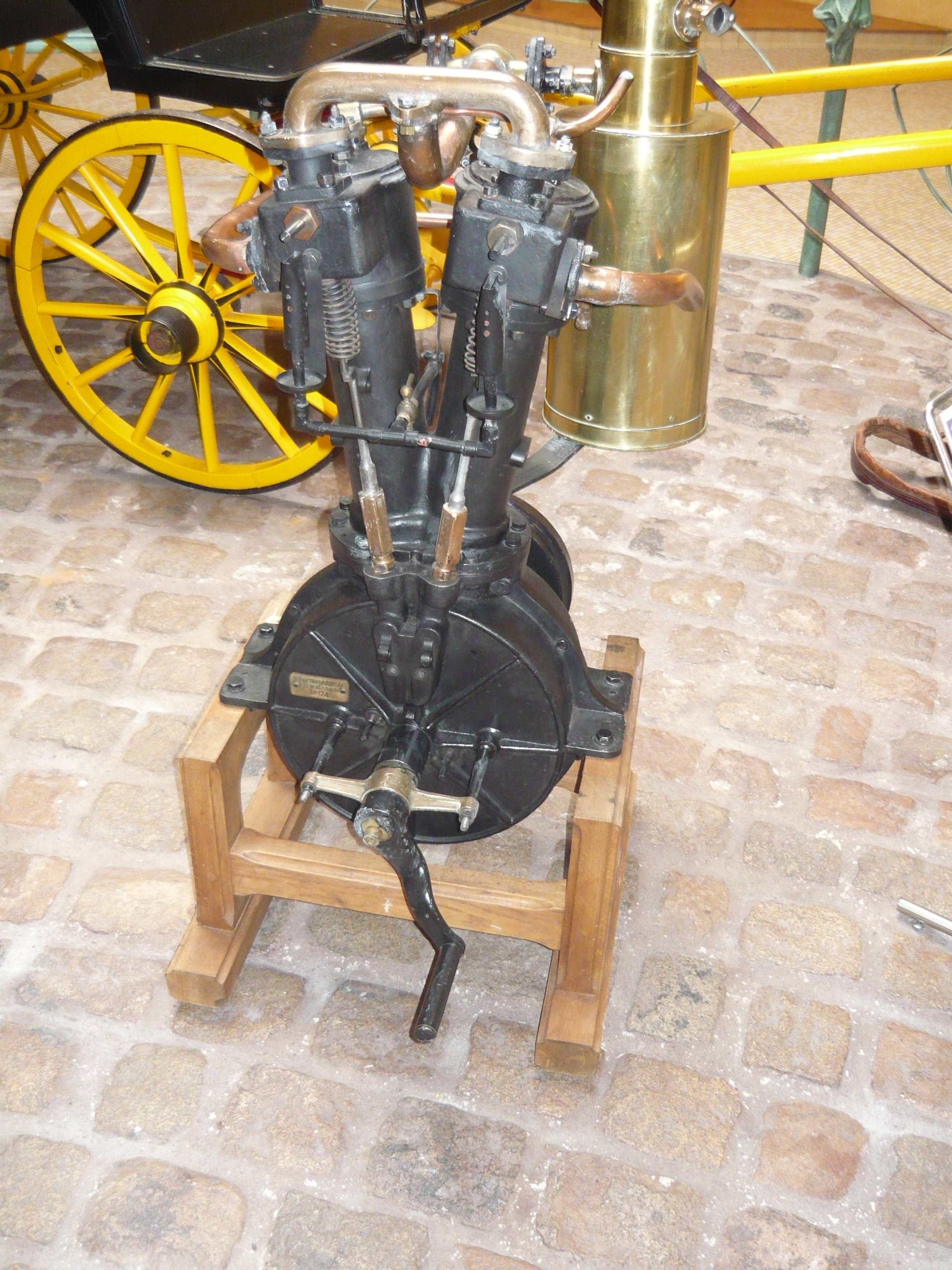
Un motore Daimler V2, prodotto su licenza anche dalla Panhard & Levassor

Intanto, mentre il progetto relativo alla prima automobile a marchio Panhard & Levassor proseguì tra la fine del 1889 e la prima metà dell'anno seguente, Émile Levassor e Louise Cayrol si sposarono. A maggio 1890 la vettura progettata dalla Panhard & Levassor era in fase di ultimazione. Nel settembre 1890, Levassor scrisse a Gottlieb Daimler invitandolo a venire a Parigi a vedere la vettura a quattro posti messa a punto dalla Panhard & Levassor e il quadriciclo che Peugeot aveva gli aveva inviato perché lo mettesse a punto. Il primo prototipo di avenue d'Ivry lasciò la fabbrica parigina nel mese di dicembre di quello stesso anno: nacque così la P2D, la cui sigla corrispondeva al codice interno utilizzato dagli addetti ai lavori della Panhard & Levassor per il motore di origine Daimler prodotto in Francia, ma che più genericamente veniva indicato come Type A, essendo il capostipite di una più articolata famiglia di modelli che sarebbero arrivati a partire dal 1891. Questo prototipo era un velocipede, secondo la legislazione dell'epoca: i tricicli e i quadricicli appartenevano alla categoria dei velocipedi anche se essi erano dotati di un motore, mentre le voitures automobiles erano dotate di un telaio e di altre modifiche sostanziali. La P2D precedette di alcuni mesi il prototipo Type 2 della Peugeot. Per questo la Panhard & Levassor e la Peugeot sono considerati i primi costruttori francesi e tra le più antiche case automobilistiche nella storia, se si intendono come costruttori automobilistici solo quelli di vetture con motore endotermico. Dopo una serie di esperimenti, nel 1891 uscirono dalla fabbrica altri 6 esemplari dello stesso modello (di cui 4 con motore sistemato anteriormente), tutte ovviamente munite del V2 di origine Daimler, con cilindrate comprese fra 817 e 1.025 cm³. Oltre ai motori destinati alle proprie autovetture, la Panhard & Levassor produsse anche motori destinati ad essere venduti alla Peugeot, tra monocilindrici (due esemplari) e bicilindrici (diciannove esemplari). Tra i primi bicilindrici destinati alla Casa del Leone Rampante vi furono però anche motori di cilindrata più ridotta, pari a 565 cm³.
Anche nel triennio 1892-1894 le Panhard & Levassor montarono lo stesso motore e dal 1895 il Daimler Typ M Phoenix a due cilindri paralleli di 1.206 cm³. Nel gennaio del 1892 comparve anche il primo catalogo della casa di avenue d'Ivry, con anche la descrizione del motore utilizzato. Anche i ritmi produttivi crebbero: dalle 6 unità nel 1891 si passò a 16 nel 1892 e si andò oltre il doppio nel 1894, anno in cui la Panhard & Levassor costruì 41 veicoli. Se Panhard & Lavassor e Peugeot sono stati i primi costruttori automobilistici francesi, nel 1894 furono i vincitori di quella che viene considerata la prima corsa automobilistica della storia, ossia la Parigi-Rouen. A questa gara parteciparono anche altri costruttori, ma prevalentemente di auto a vapore, tra cui la De Dion-Bouton. Al termine di questa gara, una delle Panhard & Levassor ed una delle Peugeot schierate si classificarono prime a pari merito. Le corse automobilistiche hanno sempre costituito, oggi come allora, un notevole vettore pubblicitario per le case costruttrici che vi si cimentano. I due soci fondatori della Panhard & Levassor lo capirono subito e quindi sempre nel 1895 presero parte ad un'altra gara, la Parigi-Bordeaux-Parigi, antesignana del Gran Premio di Francia. Qui non ci fu storia e la vettura pilotata dallo stesso Émile Levassor tagliò per prima il traguardo ad una media di 24,6 km/h. Purtroppo, la vittoria venne assegnata alla Peugeot di Paul Koechlin, giunta terza, ma in regola con le norme della gara, che prevedevano la partecipazione di vetture a quattro posti, mentre quella di Levassor era solamente a due. In ogni caso, questa gara fece comunque da manifesto pubblicitario anche per la Panhard & Levassor, che poté ampliare il suo giro di affari. Intanto, la gamma delle varianti di carrozzeria previste per le vetture in vendita si moltiplicò, dalle due varianti del 1891 si passò a ben dieci varianti nel 1895 e addirittura a 16 varianti nel 1896, tra cui il primo rudimentale camioncino, spinto anch'esso da uno dei nuovi motori Phoenix, sempre di origine Daimler, che stavano progressivamente sostituendo il vecchio V2 Typ P. In quel finale di XIX secolo la gamma Panhard & Levassor stava evolvendo: la precedente famiglia di modelli Type A venne sostituita dai nuovi modelli Type A1. Il 1896 vide tra l'altro anche l'arrivo del primo quadricilindrico per la casa di avenue d'Ivry, realizzando accoppiando due bicilindrici Phoenix da 1,2 litri. Tale motore andò ad equipaggiare i modelli delle nuove serie B1 e B2, di fascia superiore. Vi fu anche un'ulteriore diversificazione della produzione, visto che in quello stesso 1896 vennero realizzati anche due battelli. Purtroppo, nel settembre dello stesso anno, Émile Levassor ebbe un grave incidente durante la gara Parigi-Marsiglia-Parigi, gara che tra l'altro vide tre Panhard & Levassor giungere ai primi tre posti. Levassor, nel tentativo di evitare un cane, perse il controllo della sua vettura. Gli fu diagnosticata una costola rotta e gli venne imposto un periodo di riposo, ma non si riprese più da quell'incidente: in seguito ad un'embolia morì nel primo pomeriggio di mercoledì 14 aprile 1897.

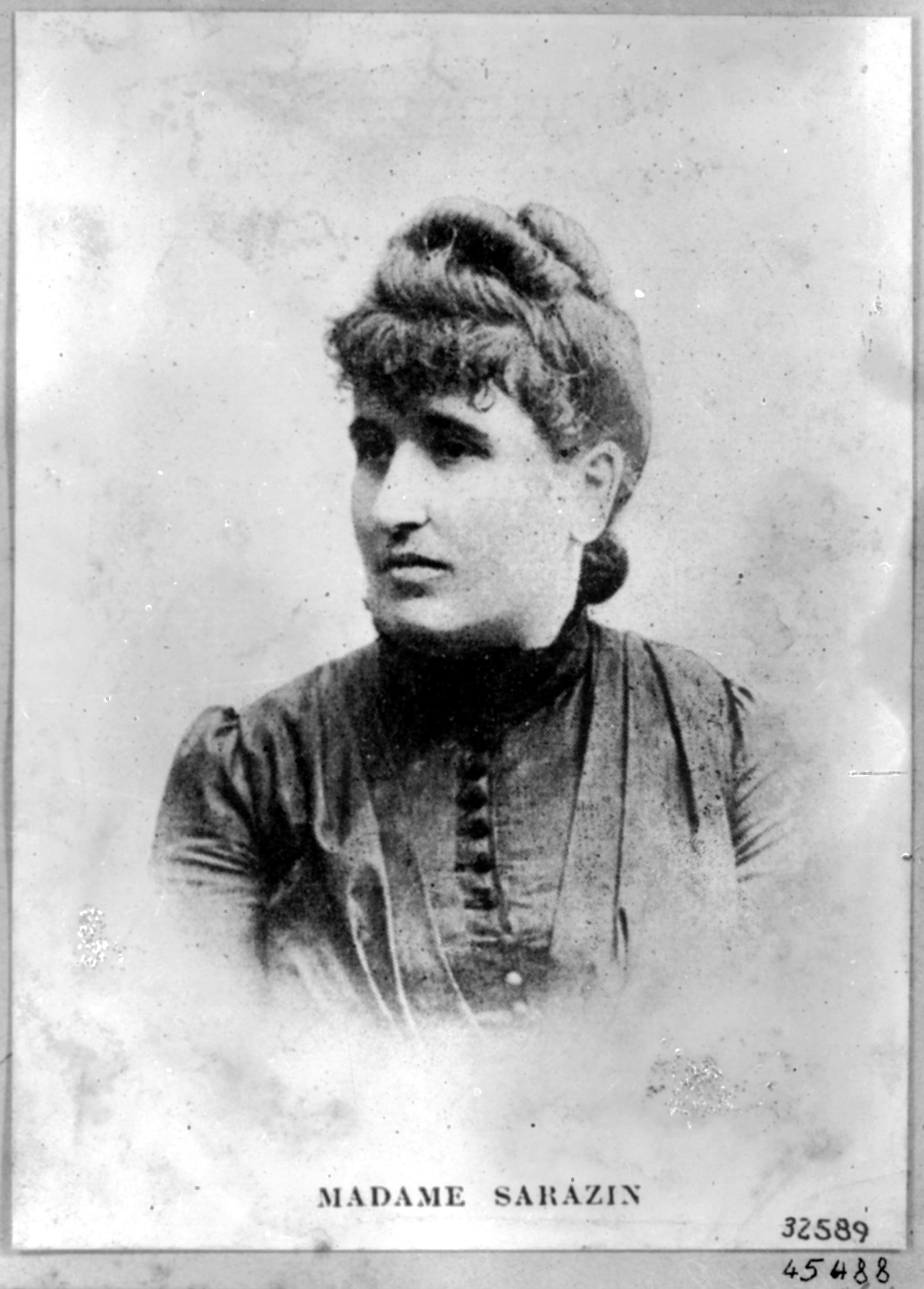
Louise Cayrol, sposa di Sarazin prima e di Levassor dopo

La morte di Émile Levassor piombò sulla fabbrica parigina come un fulmine a ciel sereno, in un periodo in cui gli affari stavano andando a gonfie vele, complici anche le vittorie in ambito sportivo. La scomparsa di uno dei due soci fondatori obbligò René Panhard a trovare un nuovo valente ingegnere da porre a capo dell'ufficio tecnico, ma comportò giocoforza anche una rivoluzione nell'assetto aziendale. René Panhard rinunciò a dirigere da solo l'intera azienda e, in mancanza di un socio, a cui vendere una parte del capitale, l'azienda venne ricostituita il 30 luglio 1897 come Société anonyme des Anciens Établissements Panhard & Levassor, nella quale però René Panhard non fu più socio maggioritario, in quanto le decisioni sarebbero state prese dal nuovo consiglio di amministrazione. La vedova di Levassor, a sua volta, cedette alla nuova società la licenza di produzione dei motori Daimler, ferma restando la corresponsione da parte della casa di una cifra preconcordata. Il nuovo direttore tecnico fu invece Arthur Krebs, l'erede professionale di Émile Levassor, che si rivelò un vero vulcano di idee e proposte. Entrato in azienda il 1º agosto 1897, riuscì appena tre settimane dopo ad ottenere l'ampliamento del capannone adibito alla produzione di vetture. In questo modo, la capacità produttiva salì a sessanta vetture al mese (basti pensare che durante il 1896 la produzione annua fu di 102 esemplari). Negli ultimi mesi del 1897 registrò numerosi brevetti, come quello relativo ad un motore progettato appositamente per poter essere interfacciato con una frizione magnetica. Malgrado le vicende del 1897, la produzione e la diversificazione della gamma proseguirono, con l'arrivo di motorizzazioni economicamente più impegnative, fino a 12 CV di potenza fiscale. In effetti, la gamma della casa parigina stava sempre più spostandosi verso le fasce alte di mercato, quelle che potevano garantire margini di guadagno superiori. Non mancarono anche nuove soluzioni tecniche proposte per tentare di modernizzare sempre la gamma. Ad esempio, nel 1898 venne introdotto per la prima volta un vero volante per sterzare, al posto della leva utilizzata in precedenza. Il secolo si chiuse con le dimissioni di René Panhard, dovute a divergenze in seno al consiglio di amministrazione. La dipartita dell'ultimo socio fondatore della casa di avenue d'Ivry pose fine alla storia pionieristica della Panhard & Levassor.

#### L'alba del nuovo secolo

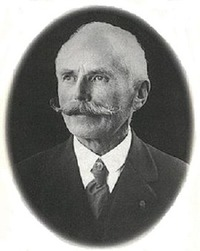
Arthur Krebs, direttore tecnico della Panhard & Levassor nei primi anni del XX secolo

Con la nascita del nuovo assetto aziendale, il direttore tecnico Arthur Krebs riuscì a rafforzare la propria sfera di influenza e già nel 1900 fece realizzare nello stabilimento di avenue d'Ivry quella che oggigiorno viene definita come centro di ricerca e sviluppo, un'area in cui i tecnici Panhard & Levassor potevano sperimentare nuove soluzioni tecniche per rimanere al passo con i tempi sul piano dell'evoluzione tecnologica. Rimase da sciogliere il nodo relativo al pagamento dei diritti per i motori Daimler a Louise Cayrol. Dopo una prima iniziativa da parte della nuova società parigina, si arrivò a tensioni fra le due parti, tensioni che sarebbero durate anni, ma alle quali si cercò di porre rimedio fin da subito. Il nuovo reparto voluto da Krebs avrebbe dovuto fungere anche da chiave di volta per tale questione, in modo da poter realizzare finalmente motori in proprio e liberarsi così da qualsivoglia obbligo nei confronti di terze parti. Intanto la Panhard & Levassor continuò nel suo piano di diversificazione della produzione e si cominciò quindi a parlare di motori per sottomarini, senza contare i primi esempi di noleggio di camion al ministero della guerra. Questi furono i primi casi in cui la Panhard & Levassor si affacciò nel mondo dell'autotrazione per scopi militari, un campo in cui nei decenni successivi diverrà una delle realtà industriali più rilevanti. Non solo, ma vale la pena ricordare che a fianco alla sua principale attività di costruttore automobilistico, la Panhard & Levassor non dimenticò mai le proprie radici e quindi anche la produzione di macchine per la lavorazione del legno, nonché quella di costruttore di motori anche per altri usi, anche di tipo stazionario (gruppi elettrogeni e pompe in primis). Già citata, ma meritevole di essere ancora una volta ricordata, fu la produzione di motori per imbarcazioni, un settore che da qualche tempo si era evoluto anche in ambito sportivo con le prime gare riservate ai motoscafi, dove anche in questo caso la casa parigina riuscì ad ottenere ottimi risultati. Nel gennaio 1901 comparvero i primi modelli equipaggiati con motori Centaure, i primi motori realizzati in proprio dalla Panhard & Lavessor, che di lì a poco avrebbero manlevato la casa di avenue d'Ivry dal pagamento dei diritti di brevetto alla vedova Levassor. I motori Centaure evolveranno nel giro di un paio di anni per divenire i motori Centaure Allegé (alleggeriti). Nel contempo la gamma vetture si ampliò verso l'alto a tal punto da comprendere modelli stradali dotati di motori a 4 cilindri fino a 6,9 litri!!! Sempre in quei primi anni del Novecento si cercò di dare anche maggior impulso alle competizioni e qui si ebbe in un certo senso maggiori spazi di manovra, che consentirono di realizzare modelli con motori fino ad addirittura 13,7 litri di cubatura e 60 CV di potenza massima, dati notevoli per quell'epoca.

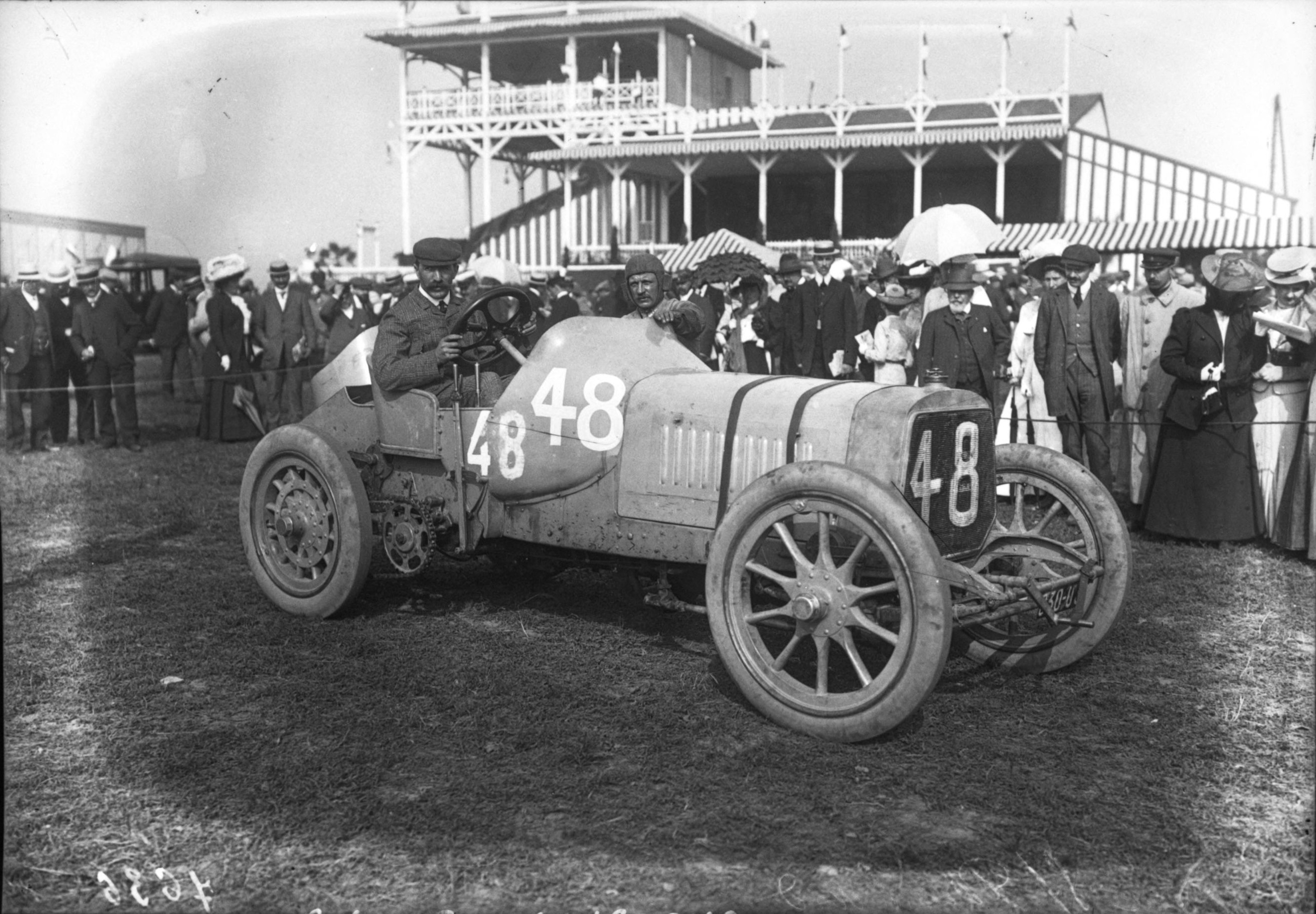
La Panhard & Levassor di Henri Cissac al Gran Premio di Francia del 1908: morirà poco dopo, in seguito ad un grave incidente

Nei primi anni del secolo, la Panhard & Levassor si trovò a rivaleggiare con la Renault e la Peugeot nella graduatoria dei maggiori costruttori francesi. Nel 1903 venne aperta una filiale di vendita negli Stati Uniti, mentre l'anno seguente venne aperto un nuovo stabilimento a Reims, per poter meglio contenere e gestire le molteplici attività dell'azienda. Le esportazioni non si limitarono comunque agli Stati Uniti, ma compresero anche il Belgio, i Paesi Bassi e la Gran Bretagna. Nel 1905 la gamma contò ben 20 modelli compresi fra i 7 e i 50 CV fiscali e con motori fra 1,6 e 10,6 litri. Tuttavia, la politica aziendale che volle via via spostare sempre più verso l'alto il target della clientela, portò all'eliminazione, alla fine dello stesso anno, dei modelli meno costosi, cosicché già dall'anno seguente la base della gamma fu costituita da un modello con motore tricilindrico 1.8, che peraltro si stava vendendo decisamente bene, ragion per cui si scelse di mantenerlo in gamma. L'anno seguente, in seguito alla crisi finanziaria dovuta alla crisi finanziaria del 1907 negli USA e alle sue ripercussioni in Europa, anche l'industria automobilistica nel Vecchio Continente entrò in crisi e con essa anche la Panhard & Levassor, la quale per la prima volta vide i propri utili contrarsi, mentre la produzione scese da 1.234 a 1.099 esemplari. Non fu la prima volta in cui la produzione subì un calo: già nel 1904 si ebbe una contrazione rispetto all'anno precedente, ma già nel 1905 le vendite tornarono a salire. Fu però la prima volta che le entrate finanziarie della casa di avenue d'Ivry subirono un sensibile ribasso pari al 15%, mentre per contro tornarono a salire le entrate nel settore delle macchine per falegnameria. La crisi del 1907 provocò un cambiamento nell'approccio della Panhard & Levassor con il mercato, anche quello delle auto di lusso. Un approccio che risulterà maggiormente improntato alla prudenza. Per questo venne assunto un nuovo direttore commerciale, Auguste Dutreux, in maniera da ottimizzare lo sfruttamento della rete commerciale, anche per quanto riguardava le filiali presenti all'estero. Il 1908, oltre alla scomparsa di René Panhard, si segnalò un'ulteriore frenata nelle vendite. Ma soprattutto vi fu la morte del pilota Henri Cissac su Peugeot durante il Gran Premio di Francia tenutosi a luglio. Tale episodio spinse la Panhard & Levassor ad abbandonare per diversi anni l'attività agonistica, che verrà ripresa in parte a metà degli anni '20 e in maniera più decisa nel secondo dopoguerra.

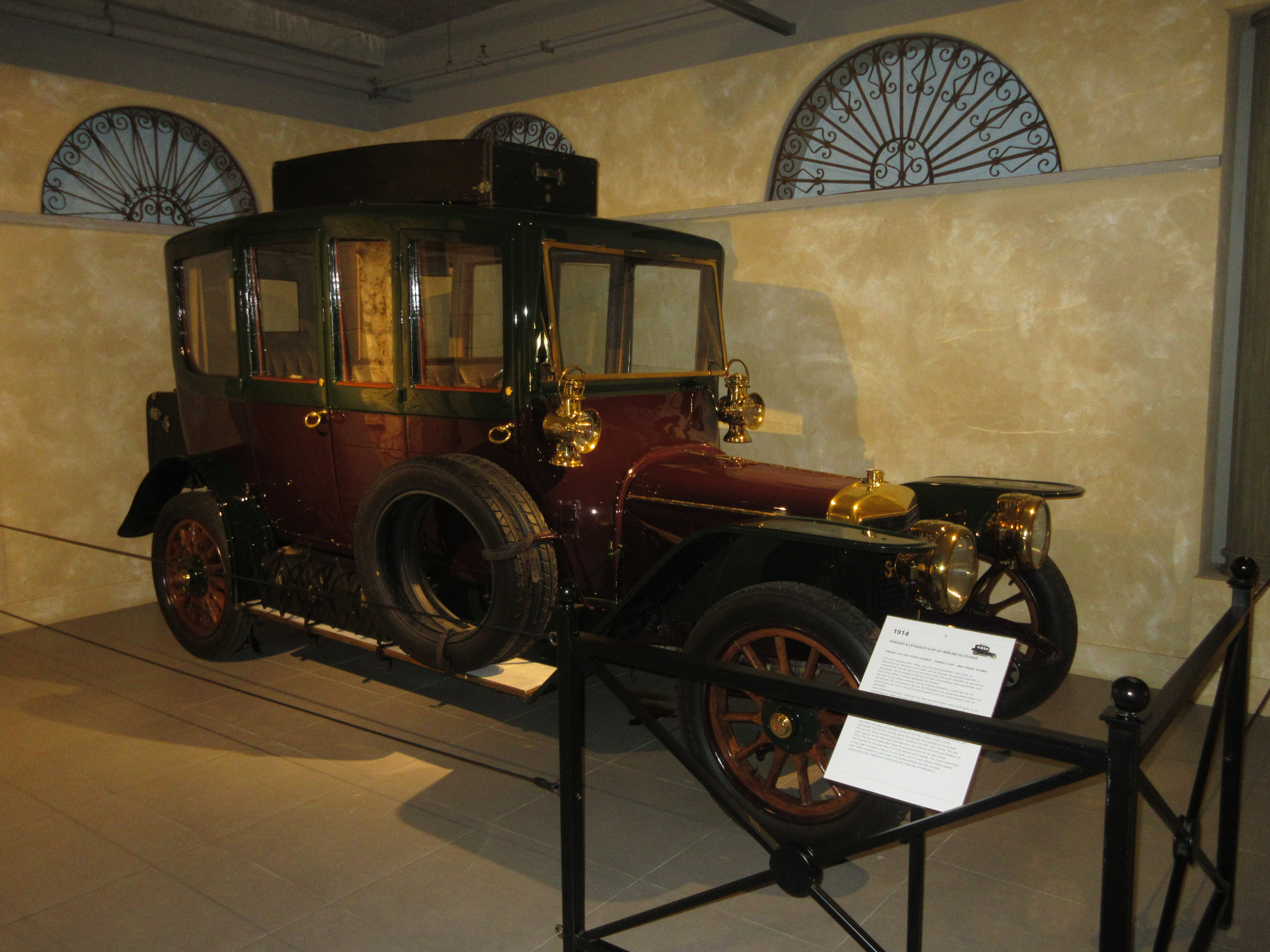
Una X21 15CV, una delle prime Panhard & Levassor con motore dotato di valvole a fodero

Nel frattempo, l'evoluzione tecnologica portò dapprima all'introduzione della trasmissione a cardano ed in seguito, alla fine del 1910, alla nascita delle prime vetture con motore senza valvole. Tale motore poté essere studiato e sviluppato dopo che la casa di avenue d'Ivry ebbe acquisito la licenza di fabbricazione da Charles Yale Knight (1868-1940), il progettista inglese che per primo lo inventò e lo brevettò. Tale motore non fu una novità in senso assoluto: anche altri costruttori europei, come la Daimler Motoren Gesellschaft con la serie Mercedes Knight, introdussero modelli con motore senza valvole nei loro listini. Questa tecnologia venne impiegata anche nell'ambito della produzione di veicoli militari: ad esempio, il carro armato Saint-Chamond utilizzava un motore Panhard & Levassor senza valvole. Ed anche i camion e gli omnibus vennero equipaggiati con motori di quel tipo. Tale tipologia di propulsori venne gradualmente estesa a tutti i modelli della gamma Panhard & Levassor, fino al secondo dopoguerra, la Panhard & Levassor Dynamic fu l'ultima vettura al mondo ad usare questa tecnologia. All'alba del secondo decennio del Novecento, i bilanci della casa parigina tornarono a salire, stabilizzandosi mediamente su duemila vetture prodotte fra il 1910 e il 1912, per poi crescere ulteriormente nei due anni successivi. Nel 1914, la Panhard & Levassor fu al terzo posto nella graduatoria dei maggiori costruttori francesi, anche se ben distanziata dalla Peugeot (al primo posto), e dalla Renault (al secondo posto). Ma vi furono anche altri eventi legati alla storia della Panhard & Levassor in quei primi anni '10 del XX secolo: innanzitutto, il direttore commerciale Dutreux lasciò l'azienda nel 1911 per andare alla Dunlop: al suo posto arriveranno due persone, già di casa, ossia René de Knyff, già pilota per la Panhard & Levassor, e Paul Panhard, nipote del fondatore René; un secondo fatto significativo fu che a partire dal 1912 la casa di avenue d'Ivry si avvicinò alle teorie del taylorismo e ai concetti della produzione in catena di montaggio, allo scopo di ridurre le spese di produzione. Come ultimo evento di quegli anni, nel 1913, venne chiusa la filiale statunitense, non sufficientemente redditizia. Cominciarono quindi ad essere tagliati i rami secchi dell'azienda, a fronte di nuove strategie per il contenimento dei costi. Purtroppo l'avvento della prima guerra mondiale pose un nuovo freno al trend crescente della produzione automobilistica in Europa.

#### La Panhard durante la Prima Guerra Mondiale

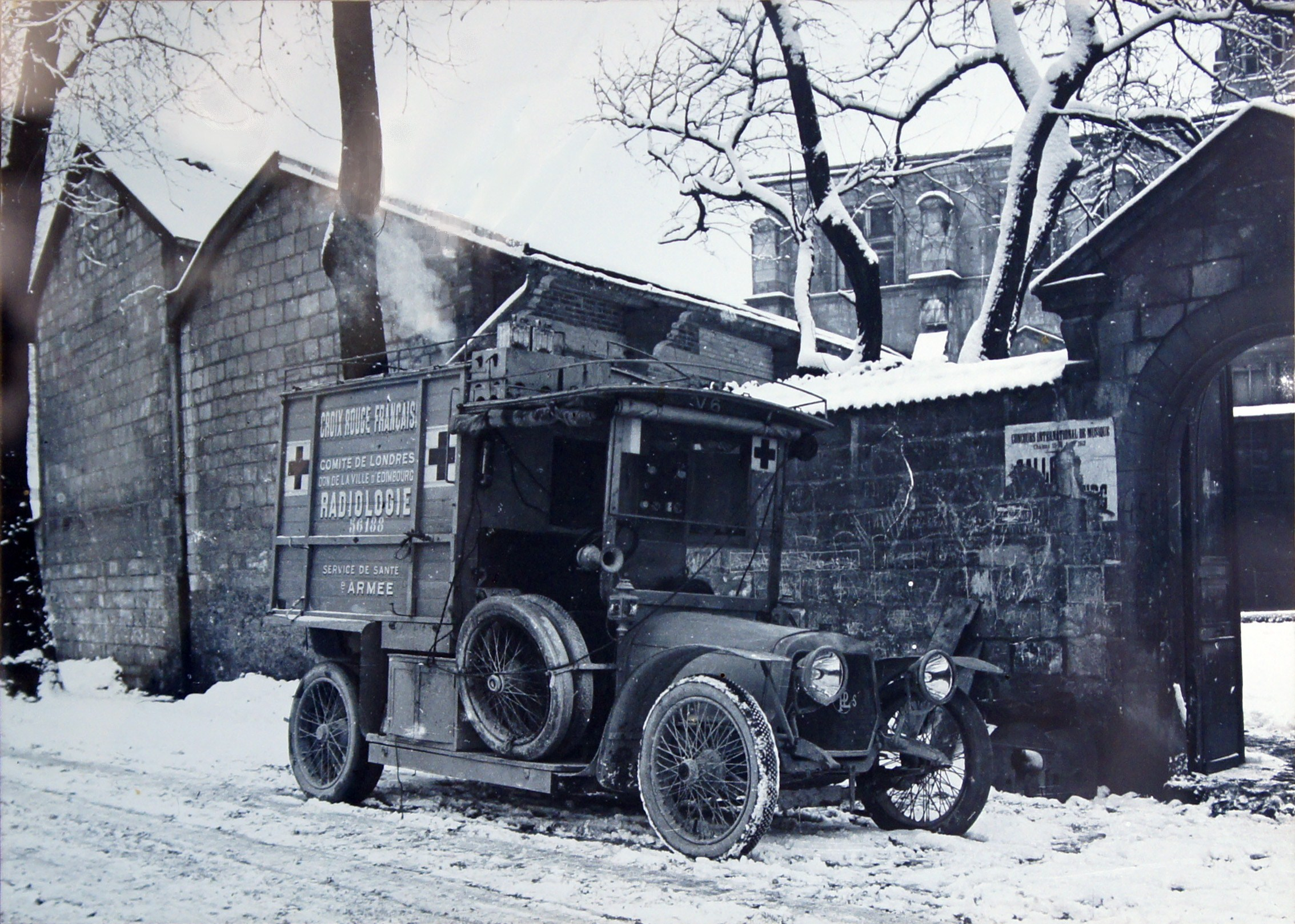
Un'ambulanza Panhard & Levassor, uno dei veicoli più richiesti durante la prima guerra mondiale

Lo scoppio della prima guerra mondiale ebbe come primo e più immediato effetto la chiamata alle armi di numerosi fra gli operai dell'azienda, specialmente i più giovani, ragion per cui la Panhard & Levassor si trovò provvisoriamente a corto di personale, in seguito sostituito da altra manodopera nel frattempo rimasta senza lavoro, ma non chiamata alle armi. Ovviamente parte della produzione venne riconvertita a scopi militari, ma a differenza di altri costruttori, la casa di avenue d'Ivry non incontrò particolari difficoltà in questa fase di riconversione, visto che vantava già significative esperienze nel campo della produzione militare. Durante la Grande Guerra, gli stabilimenti Panhard & Levassor funzionavano ventiquattro ore al giorno, producendo mezzi militari, ambulanze e proiettili. Fra i camion, va senz'altro segnalata la produzione di alcuni esemplari a trazione integrale e addirittura a sterzata integrale. Tale doppia soluzione fu una vera primizia in quel periodo, ma soprattutto è la testimonianza della incessante ricerca del progresso tecnologico intrapresa dalla Panhard & Levassor ormai già da diversi anni. La riconversione a scopi militari interessò solo parte della produzione: in effetti, la produzione di automobili stradali da turismo continuò, anche se a ritmi via via decrescenti. Alla fine del 1915 dei 1.438 mezzi prodotti, fra autovetture e camion, poco più di metà furono effettivamente autovetture "civili". Tale proporzione venne mantenuta anche nei successivi anni di guerra. Nel frattempo, il direttore della casa, Arthur Krebs, lasciò il suo incarico per ritirarsi a vita privata. A partire dal mese di giugno del 1916, la produzione venne estesa anche ai motori aeronautici, molto richiesti in quella che verrà ricordata fra l'altro anche come la prima guerra combattuta utilizzando mezzi a motore. Anche in quel campo la casa di avenue d'Ivry aveva già maturato esperienza rilevanti. Verso la fine della guerra, lo stabilimento di Reims venne gravemente danneggiato dai bombardamenti. Sempre in quelle ultime battute della Grande Guerra, la produzione militare cessò: la Francia stava già prevedendo la fine del conflitto, per cui ritenne opportuno non inviare ulteriori ordini alle fabbriche convertite alla produzione militare, tra cui anche la Panhard & Levassor.

#### Il periodo interbellico

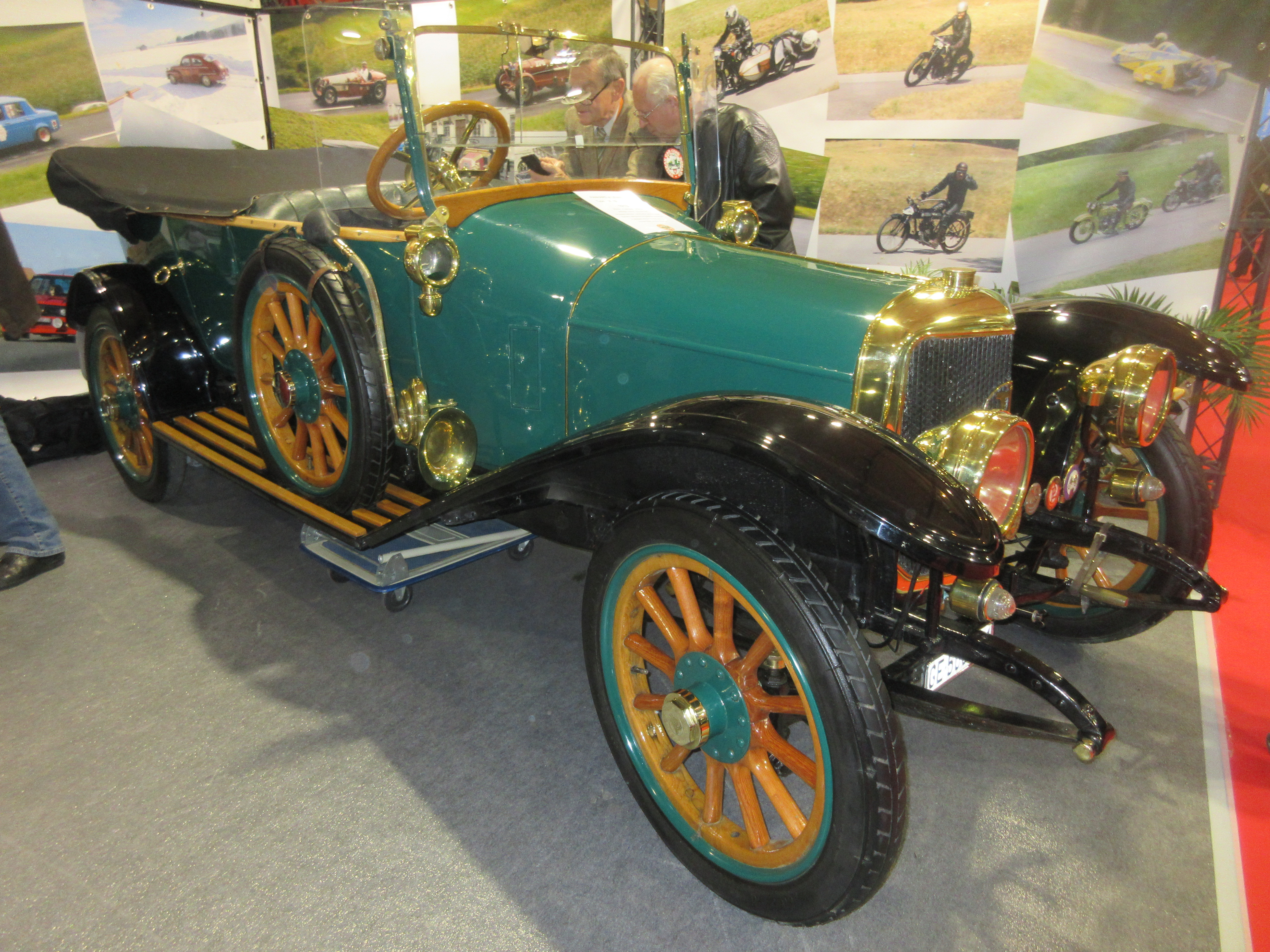
Una Type X19, modello di base della gamma Panhard & Levassor nell'immediato primo dopoguerra

Al termine della guerra, la Panhard & Levassor, come la quasi totalità delle fabbriche francesi e non solo, dovette fare i conti con il ritorno ad una produzione prevalentemente civile, ma anche con la riparazione dei danni di guerra, particolarmente ingenti a Reims, e con le difficoltà di approvvigionamento delle materie prime. Il 1919 fu dedicato in gran parte a queste attività e alla risoluzione dei grossi problemi di riorganizzazione delle operatività aziendali, anche per quanto riguardava la fabbricazione di macchine per la falegnameria, rimaste comunque fra i campi di specializzazione della casa parigina. Tuttavia la produzione di automobili, sebbene a rilento, venne riavviata. Durante il primo anno dalla fine del conflitto, la gamma Panhard & Levassor fu composta da quattro modelli, con motori compresi fra 2,2 e 7,4 litri di cilindrata. Di questi, solo quello di cilindrata inferiore era provvisto di valvole. Gli altri erano invece motori avalve, cioè senza valvole. Anche la produzione di camion venne riavviata, in quanto necessaria per aiutare le operazioni di ricostruzione, rimozione detriti, trasporto di materie prime, ecc. Ma nel complesso, il 1919 fu sostanzialmente un anno di transizione in cui gli unici acuti furono la presentazione di nuovi motori aeronautici da 300, 500 e 750 CV, tutti e tre con architettura V12 e tra i più potenti motori in circolazione in quel periodo. Non vi furono particolari novità neppure nei due anni seguenti: se da una parte è vero che la Panhard & Levassor stava dedicando molto tempo allo studio di nuove soluzioni e al vaglio di possibili nuovi sbocchi commerciali, è anche vero che le misure protezionistiche attuate da altri Paesi europei posero un freno deciso alle esportazioni: mentre in Francia le vendite si stavano finalmente portando a livelli tranquillizzanti già alla fine del 1921, la percentuale di vetture vendute oltreconfine stava scendendo, sensibilmente, dal 25% (alla fine del 1913) al 14% (alla fine del 1921). Intanto la gamma di autovetture tornò ad espandersi, anche con modelli progettati per un utilizzo più sportivo (telaio ribassato e possibilità di montare carrozzeria più leggere). Vennero costruiti motori aeronautici sempre più potenti e "mostruosi", come il V12 da 43,6 litri e 500 CV. Per contro stava sempre più diminuendo la produzione di motori stazionari, a tal punto che nel 1925 la Panhard & Levassor ne cessò definitivamente la produzione. Al 1922 risale l'introduzione in listino della prima Panhard & Levassor dotata di motore ad 8 cilindri, ma anche un modello di base con motore da 1,2 litri, a cui si aggiungeranno, negli anni seguenti, anche altri modelli con cilindrate di 1,4 ed 1,5 litri. A partire dal 1923, tutta la gamma automobilistica della casa di avenue d'Ivry fu composta unicamente da modelli con motori senza valvole. La gamma si ridusse nuovamente, ma solo per eliminare dal listino i modelli con valvole e in vista dell'arrivo di nuovi modelli. I camion diverranno a loro volta unicamente con motori senza valvole a partire dal gennaio 1924. A tale proposito, va anche sottolineato come la ricerca di soluzioni più efficienti per i motori senza valvole abbia portato, proprio in quel periodo, all'introduzione di camicie più leggere per il raggiungimento di più elevati regimi di rotazione. Nel 1925 la produzione superò per la prima volta le tremila unità, di cui oltre 2.600 costituite da autovetture. In quell'anno vennero riprese anche alcune attività sportive, in particolare per quanto riguardava i record di velocità, che vennero stabiliti con motori avalve per dimostrare l'affidabilità di questi propulsori. Vennero organizzate gare anche per camion e per vetture con motori a gasogeno: l'impennata del prezzo della benzina e la scarsa reperibilità di questo carburante indussero il governo francese e le case costruttrici a sperimentare altri tipi di carburante alternativo e ancora una volta le manifestazioni sportive avrebbero potuto costituire un ottimo vettore pubblicitario. Ed ancora, nel 1925, la casa di avenue d'Ivry rilevò un piccolo costruttore di auto di lusso, la Delaugère & Clayette, che non si era riuscita a riprendere dalle difficoltà belliche e post-belliche. Il suo stabilimento di Orléans venne convertito in carrozzeria, cosicché anche la Panhard & Levassor, come già pochi anni prima la Citroën, poté proporre ai clienti una gamma di vetture già finite, senza la necessità di farle carrozzare altrove. Ciò consentì alla casa francese di estendere notevolmente la gamma di carrozzerie disponibili per i propri modelli. Ma già a partire dal 1927 si ebbe un drastico calo produttivo dovuto principalmente all'aumento del costo della manodopera che finì per ripercuotersi sui prezzi di listino. Se alla fine del 1926 furono oltre 3.600 i veicoli prodotti, fra autovetture e camion, alla fine dell'anno seguente si scese a neppure 2.000 unità. A tale situazione si cercò di porre rimedio alla fine di quel decennio, mediante un aumento di capitale e la ricerca di un partner industriale. Ma alla fine del 1929 vi fu il crollo della Borsa di New York a l'inizio della Grande depressione.
A questa grande crisi finanziaria, le cui conseguenze non tardarono a giungere anche nel Vecchio Continente, la Panhard & Levassor ripose semplificando la propria gamma di autovetture ed eliminando quelle più anziane, specialmente di fascia più alta, sostituite già nel 1929 dalla DS, inizialmente con motore da 3,5 litri ed in seguito anche da 5 litri. Un gradino sotto questo modello, più moderno dei precedenti, venne proposta nel 1930 anche la CS con motori da 2,3 e 2,5 litri. A partire dal 1932 questi modelli vennero proposti anche con dispositivo di ruota libera. Nel contempo vennero eliminati progressivamente dai listini tutti gli altri modelli, oramai vecchi come concezione e non più al passo con i tempi. In pratica, i modelli a catalogo alla fine del 1932 furono solo due, ma disponibili in più di una variante. Ben più nutrita l'offerta di camion, con motori compresi fra i 2 e gli 8,8 litri e con alimentazione a benzina, olii minerali, gasogeno o gas in bombola. Intanto il Ministero della Guerra francese tornò a solleticare gli interessi della casa d'avenue d'Ivry in tema di produzione militare, invitando i maggiori costruttori specializzati a realizzare un veicolo armato e blindato. Anche la Panhard & Levassor aderì all'iniziativa e nel 1934 presentò il suo prototipo al Ministro della Guerra, che lo approverà: a fine decennio saranno circa duecento gli esemplari prodotti. Per quanto riguardava le vendite, dopo diversi anni dall'armistizio, le esportazioni continuavano ad essere scarse, a tal punto che si dovette chiudere la filiale in Belgio.

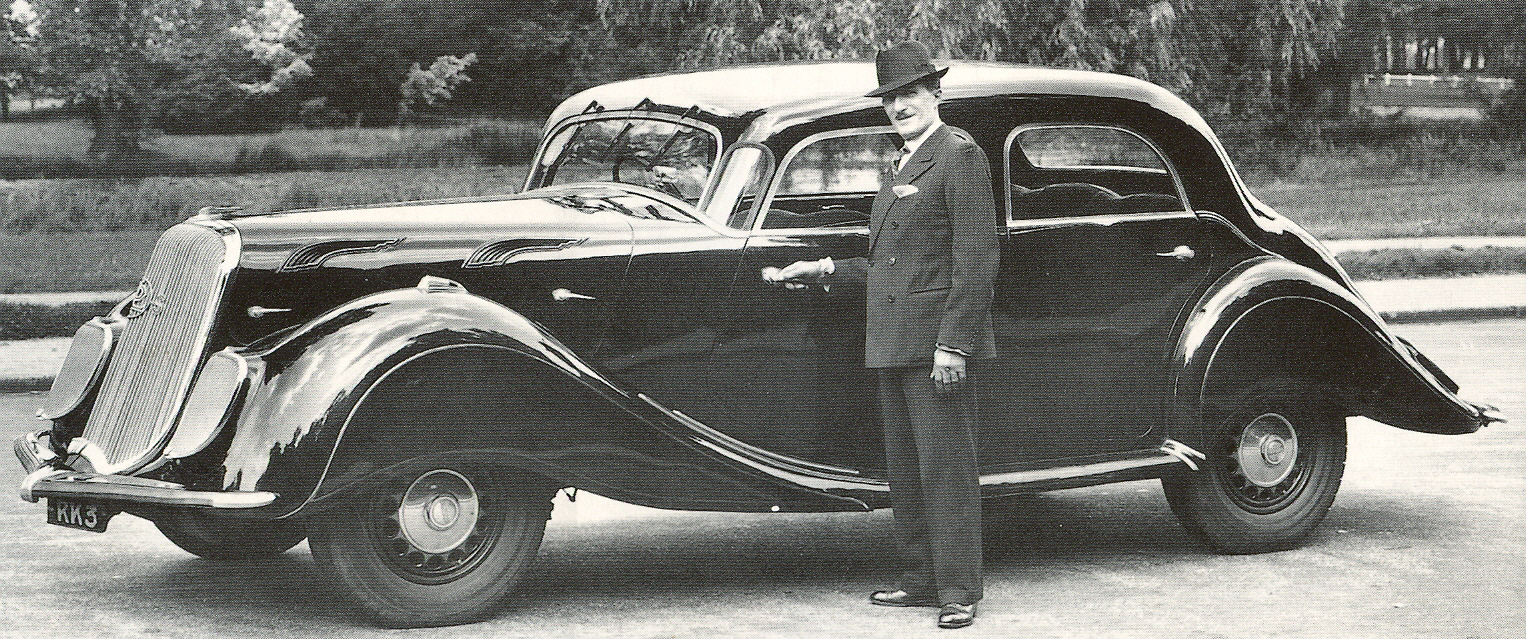
Una Panhard & Levassor Dynamic

Nel 1936 la Panhard & Levassor mise in produzione la Dynamic una vettura dalla carrozzeria filante con parafanghi fortemente carenati, secondo il gusto aerodinamico introdotto in quel periodo da arditi carrozzieri come Figoni & Falaschi e Saoutchik, il cui stile furoreggiava in quel periodo in Francia. Il suo debutto fu rallentato dalle numerose tensioni sociali conseguenti al cambio di governo avvenuto proprio nel 1936: le fabbriche vennero occupate, gli operai esigevano meno ore di lavoro e licenziamenti meno garibaldini. Il rendimento dell'azienda continuò ad essere altalenante e a preoccupare cominciarono ad essere anche le vendite nel mercato interno, alla fine del 1937 furono solo 1.369 gli esemplari prodotti, di cui appena 896 autovetture. Fu il peggior risultato mai ottenuto fino a quel momento dalla casa parigina. In realtà, la situazione era simile in tutta l'industria automobilistica francese: durante l'epoca d'oro della storia dell'automobile, ossia gli anni '20, la Francia era il primo produttore europeo di automobili; ma nel 1939 la Francia scivolò al terzo posto in Europa, nel momento in cui erano attivi circa una cinquantina di costruttori. Per contro, stavano crescendo gli ordini da parte del governo francese, in un clima sempre più teso anche sulla scena politica, che guardava con preoccupazione all'escalation totalitaria del regime nazista. La corsa agli armamenti fu una vera boccata d'aria per la Panhard & Levassor: alla fine del 1938 furono quasi 1.600 i camion costruiti, il miglior risultato mai ottenuto fino a quel momento in quel settore dalla casa di avenue d'Ivry. Alla fine dello stesso anno, i modelli CS e DS vennero cancellati dal listino, lasciando campo libero ormai solamente alla Dynamic, la quale reggerà solo fino a pochi mesi dopo lo scoppio della seconda guerra mondiale, dopodiché la produzione automobilistica cessò del tutto e la Panhard & Levassor celebrò i suoi primi cinquant'anni passando interamente nelle mani del Ministero della Guerra.

#### La Panhard & Levassor durante la seconda guerra mondiale

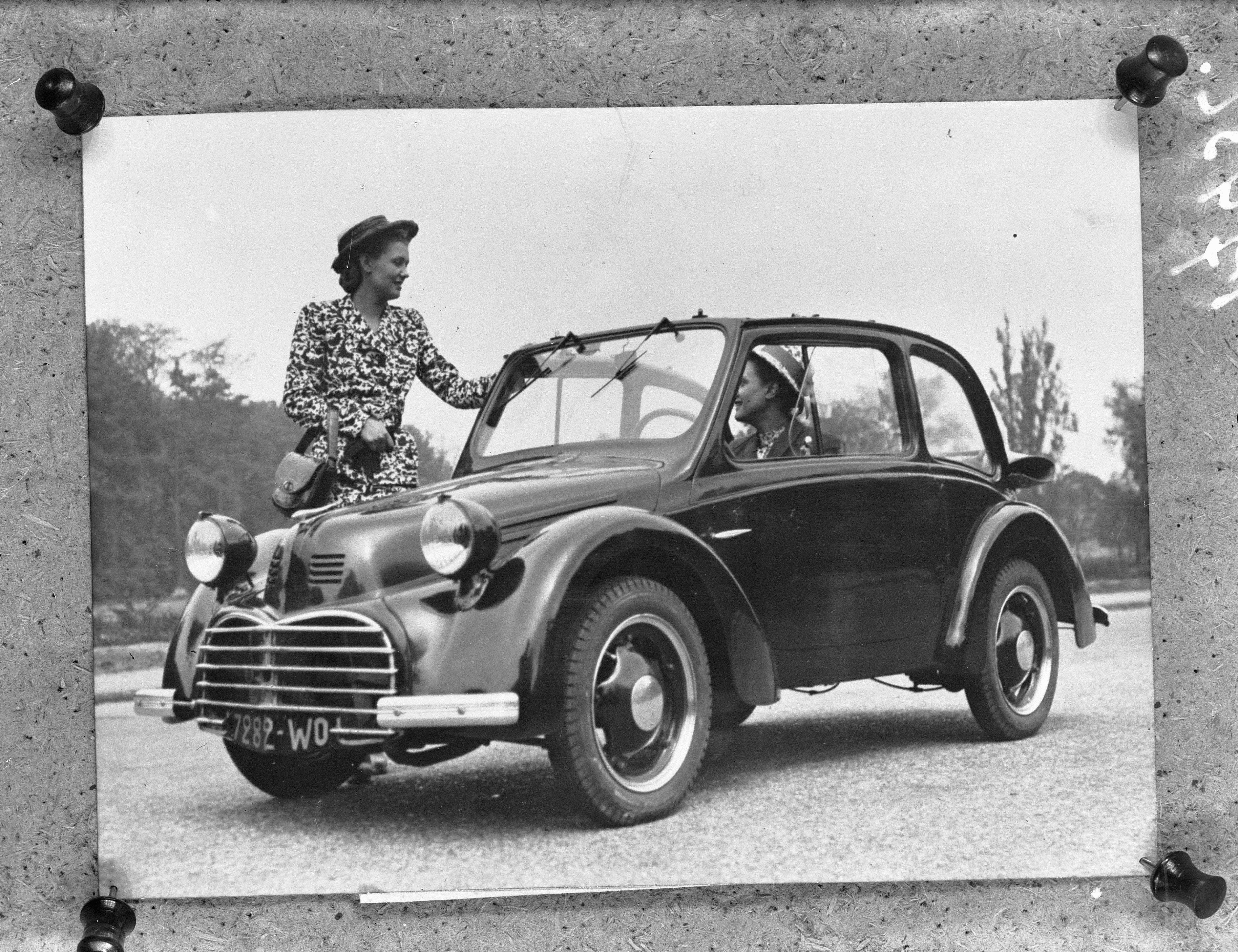
Il prototipo AFG di Jean-Albert Grégoire

L'arrivo della seconda guerra mondiale determinò il completo impegno nella costruzione di veicoli militari e motori d'aereo per la casa di avenue d'Ivry. Nei primi mesi si agì un po' in tutta Francia com'era già avvenuto durante la prima guerra mondiale, e cioè si riconvertì la produzione per soddisfare le commesse belliche del governo francese. Ma nel giugno del 1940 la Francia cadde e venne occupata dall'esercito nazista: poco importa che si trattasse della zona settentrionale (di fatto presidiata dalle autorità tedesche) o della zona meridionale, sotto il governo di Vichy. Le fabbriche francesi vennero occupate e costrette a produrre armi, veicoli e componenti per il regime nazista e per la causa bellica. La stessa cosa avvenne anche alla Panhard & Levassor, presidiata da membri dell'esercito e da un gerente tedesco che avrebbe diretto la fabbrica parigina. I telai dei camion della casa francese vennero realizzati per essere successivamente allestiti secondo le specifiche tedesche in altra sede. L'esercito tedesco, fra l'altro, riuscì a recuperare molti esemplari dell'autoblindo leggero AM178 prodotti per il Ministero della Guerra già a fine anni '30, esemplari che sarebbero stati poi inviati sul fronte russo. Oltre ai telai per camion, la Panhard & Levassor produsse anche componenti per cingolati, in particolare cingoli e pattini, poi inviati a Brema, presso la Borgward, per essere montati sulle autoblindo costruite in Germania. Di coordinare le operazioni fra i vari stabilimenti Panhard & Levassor presenti in Francia (Parigi, Orléans, Reims e Tarbes) venne incaricato un allora giovane Jean Panhard, figlio di Paul e nipote di René.
Ma durante la seconda guerra mondiale vi furono anche altre attività, più nascoste, nelle quali la casa di avenue d'Ivry si cimentava in vista di tempi migliori: in particolare, si stava studiando in clandestinità la possibilità di realizzare una vettura popolare, prevedendo che a guerra finita la situazione socio-economica sarebbe stata critica e che il mercato avrebbe avuto poche possibilità di assorbire vetture di fascia alta né tanto meno di lusso. Il progetto clandestino, avviato e sostenuto dallo stesso Jean Panhard, subì una svolta, sempre in assoluta segretezza, quando l'eclettico ingegnere Jean-Albert Grégoire propose il suo progetto AFG, ossia un'utilitaria interamente in alluminio con contenuti tecnici d'avanguardia come la trazione anteriore. Da questo progetto deriverà in seguito la Dyna X del 1947. Non mancarono anche progetti relativi a modelli di fascia più alta, ma che tuttavia rimasero solo sulla carta.

#### Il secondo dopoguerra e gli ultimi modelli
Il secondo dopoguerra vide la Panhard & Levassor contrarre il proprio nome semplicemente in Panhard, anche se la ragione sociale restò immutata. Il secondo dopoguerra, nella storia della Panhard, viene spesso anche indicato come l'era del flat-twin, indicando con questo nome il bicilindrico piatto utilizzato dalla casa di avenue d'Ivry nella sua produzione post-bellica. Il fatto che si usi esclusivamente un bicilindrico la dice lunga sull'orientamento che la casa parigina diede alla sua produzione automobilistica alla fine del secondo conflitto mondiale. Essa dovette riavviare la produzione abbandonando i modelli d'élite per dedicarsi a vetture più popolari, maggiormente richieste dal nuovo mercato, ormai indirizzato verso la motorizzazione di massa. Vennero abbandonati anche i motori senza valvole, ritenuti ormai anacronistici. La quasi totalità degli sforzi della Panhard, comunque, furono destinati alla produzione di camion per agevolare i lavori di ricostruzione in tutta la Francia, anche se sugli stessi telai vennero costruiti anche un buon quantitativo di autobus. Nel settore dei camion si continuò comunque ad utilizzare i motori avalve ancora per qualche tempo. Dalla fine del conflitto alla fine del 1947 furono quasi 3.500 i camion costruiti. Dal mese di agosto di quello stesso 1947 ripartì anche la produzione automobilistica, ma con sostanziali novità, in parte imposte anche dallo stesso governo francese.
La seconda guerra mondiale, con le distruzioni di diversi stabilimenti di produzione, costrinse alla chiusura numerose aziende automobilistiche francesi, già provate dalla recessione dei tardi anni 1930: 22 costruttori di autovetture e 28 costruttori di autocarri chiusero i battenti oppure vennero assorbiti da altre aziende. Dopo la seconda guerra mondiale, il governo francese mise in atto il «Plan Pons» (1945), che consistette nel riorganizzare completamente l'industria automobilistica francese, in 7 grandi poli (Renault, Peugeot, Citroën, Panhard, Berliet, SIMCA e Ford SAF); solo Renault e Citroën erano abbastanza grandi e solidi per produrre da soli, gli altri cinque avrebbero dovuto allearsi con gli altri produttori minori; la Panhard si organizzò così nel raggruppamento Union Française Automobile, con Somua e Willème. Il «Plan Pons» tuttavia andò ancora oltre ed assegnò ad ogni costruttore una gamma commerciale: Panhard e Simca furono assegnate alla gamma bassa, Peugeot e Renault alla gamma media e Citroën alla gamma alta. La Panhard produsse quindi la Dyna X, in collaborazione con il già citato Jean-Albert Grégoire e derivata sia dal prototipo AFG (Aluminium français-Grégoire), sia dal progetto Dyna-P, un prototipo voluto da Jean Panhard, il pronipote del fondatore che aveva assunto la guida dell'azienda nell'immediato dopoguerra. Tale prototipo era dotato di pregevoli soluzioni tecniche quali la trazione anteriore ed un motore boxer di concezione quasi aeronautica, con richiamo delle valvole a barre di torsione. Tali soluzioni tecniche vennero mantenute anche nel modello di serie. Ma il sodalizio fra la Panhard e Grégoire era destinato ad una breve durata: poco dopo il lancio della Dyna X si accese una disputa fra le due parti a proposito della paternità effettiva della vettura e delle innovazioni in essa contenute, che si chiuse solo a metà del 1950 con una sentenza che lasciò insoddisfatte entrambe le parti, ma in particolare l'ingegner Grégoire, secondo il quale non venne riconosciuto appieno il suo apporto tecnologico, anche se in ogni caso ricevette un indennizzo da parte della Panhard.
Il 1949 vide il ritorno della Panhard nelle competizioni: tre esemplari di Dyna X giunsero ai primi tre posti di categoria nel Rally d'Inverno tenutosi in Svezia. Al Salone di Parigi di quello stesso anno, la DB presentò una vetturetta sportiva equipaggiata con un motore flat-twin di origine Panhard. Questo piccolo costruttore diverrà negli anni a seguire una sorta di alter ego sportivo della casa di avenue d'Ivry, anche se la stessa Panhard non mancò di partecipare a diverse competizioni con autovetture proprie. La casa di avenue d'Ivry non vendette tuttavia i suoi motori solo alla DB, ma anche ad altri piccoli costruttori sopravvissuti alla guerra. Intanto la produzione di camion si estese ai furgoncini leggeri, in questo caso derivati dalla stessa Dyna X.

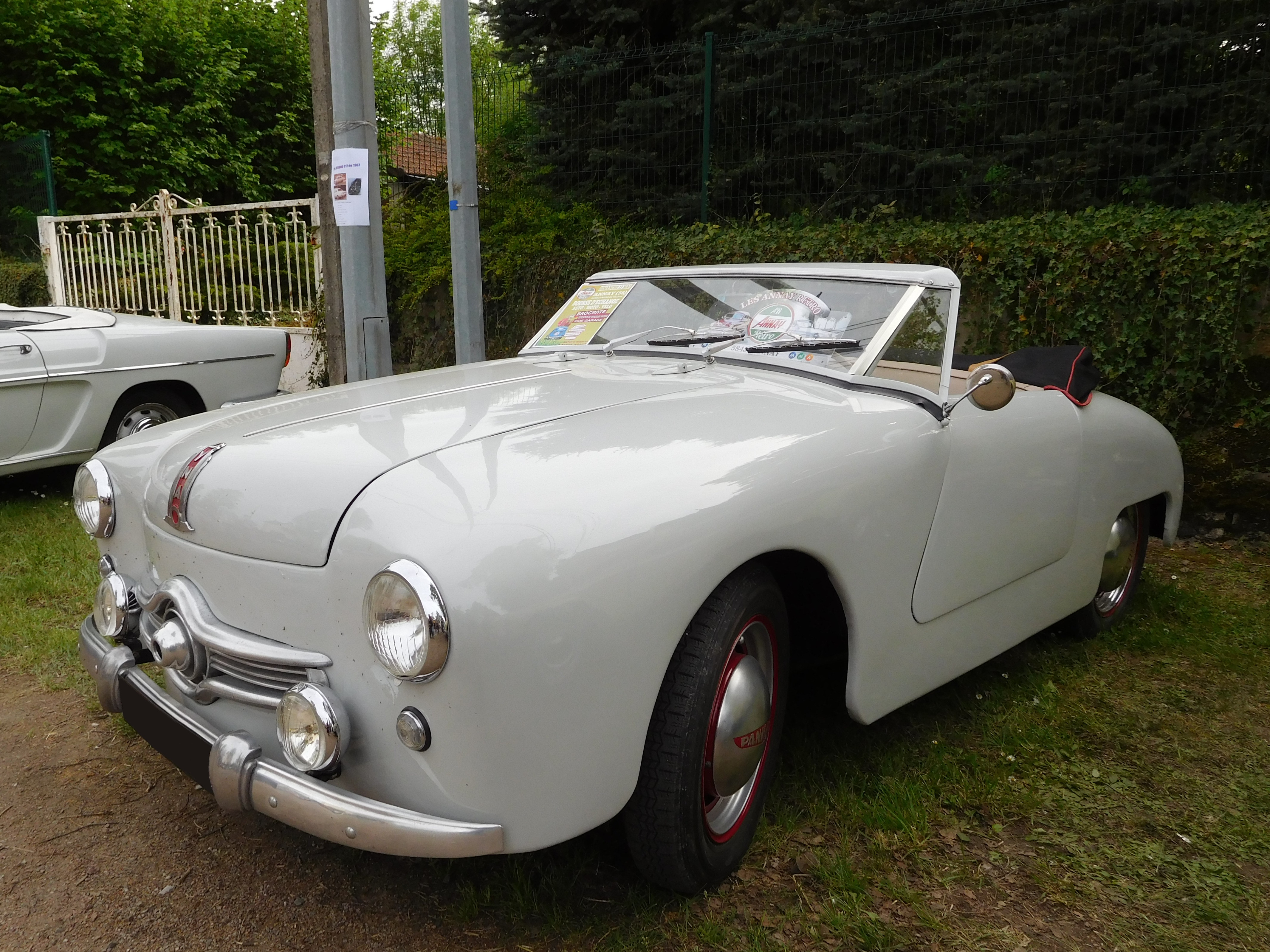
Una Dyna Junior

Nel 1951 alla Dyna X venne affiancata anche la Panhard Dyna Junior, piccola sportiva ultracompatta e dai costi contenuti. Alla fine del 1952 la produzione Panhard ammontò ad oltre 12.000 veicoli, di cui quasi 10.000 automobili, ma già l'anno seguente scese drasticamente fino a poco oltre le 8.000 unità. La situazione era in effetti delicata: la Panhard non era ancora riuscita a superare le difficoltà dell'immediato dopoguerra, gli stabilimenti non erano ancora stati riorganizzati in maniera ottimale sul piano della produzione. Inoltre, si stava investendo anche nel settore dei veicoli militari, in particolare per realizzare un veicolo blindato da ricognizione particolarmente sofisticato che però stava assorbendo notevoli somme. Inoltre, ingenti investimenti vennero stanziati per la realizzazione della Dyna Z, che avrebbe dovuto sostituire la Dyna X. Una prima parziale soluzione venne dalla cessazione della storica attività di costruzione della macchine da falegnameria. Ma ciò non sarebbe certamente bastato, per cui il 6 aprile 1955 la Panhard strinse un'alleanza commerciale e industriale con la Citroën, all'epoca in una situazione florida, ma il cui problema consisteva piuttosto nel sovraccarico produttivo: la capacità produttiva della casa del "double chevron" non riusciva a soddisfare la domanda assai sostenuta. Grazie a tale alleanza, la Citroën divenne azionista della Panhard per il 25% e in cambio poté utilizzare un'ala degli impianti di avenue d'Ivry per assemblare le 2CV Furgoncino, visto che a Levallois tale modello aveva ormai intasato le linee di montaggio. La Panhard, dal canto suo, poté disporre di nuovi capitali freschi da utilizzare per sanare la situazione. Alla fine del 1955, la produzione Panhard rimase invariata, rispetto all'anno prima, a poco meno di 14.000 veicoli, ai quali si aggiunsero però anche oltre cinquemila esemplari di 2CV Furgoncino. I legami fra Panhard e Citroën si strinsero ancor di più nel luglio 1956, quando le rispettive reti commerciali vennero unite in una sola: questa operazione dovrebbe permettere di far decollare le vendite della Dyna Z. E in effetti così fu, anche se in realtà le vendite della Dyna Z avevano cominciato a farsi sostenute già prima di questo nuovo accordo fra le due case. La produzione di autovetture alla fine del 1956 arrivò a quasi il doppio rispetto all'anno prima, con 25.703 esemplari. Per quanto riguardava la produzione automobilistica, le due case mantennero le rispettive identità, un po' meno per quanto riguardava la produzione di camion, settore in cui anche la casa di quai de Javel era attiva dai primi anni '30. Allo scopo di tagliare le spese di produzione, già dal 1956 le due case si ritrovarono a commercializzare camion simili in tutto e per tutto tranne che nello stemma. Di fatto, il nuovo camion IE70 della Panhard, altro non fu che un Type 55 rimarchiato.

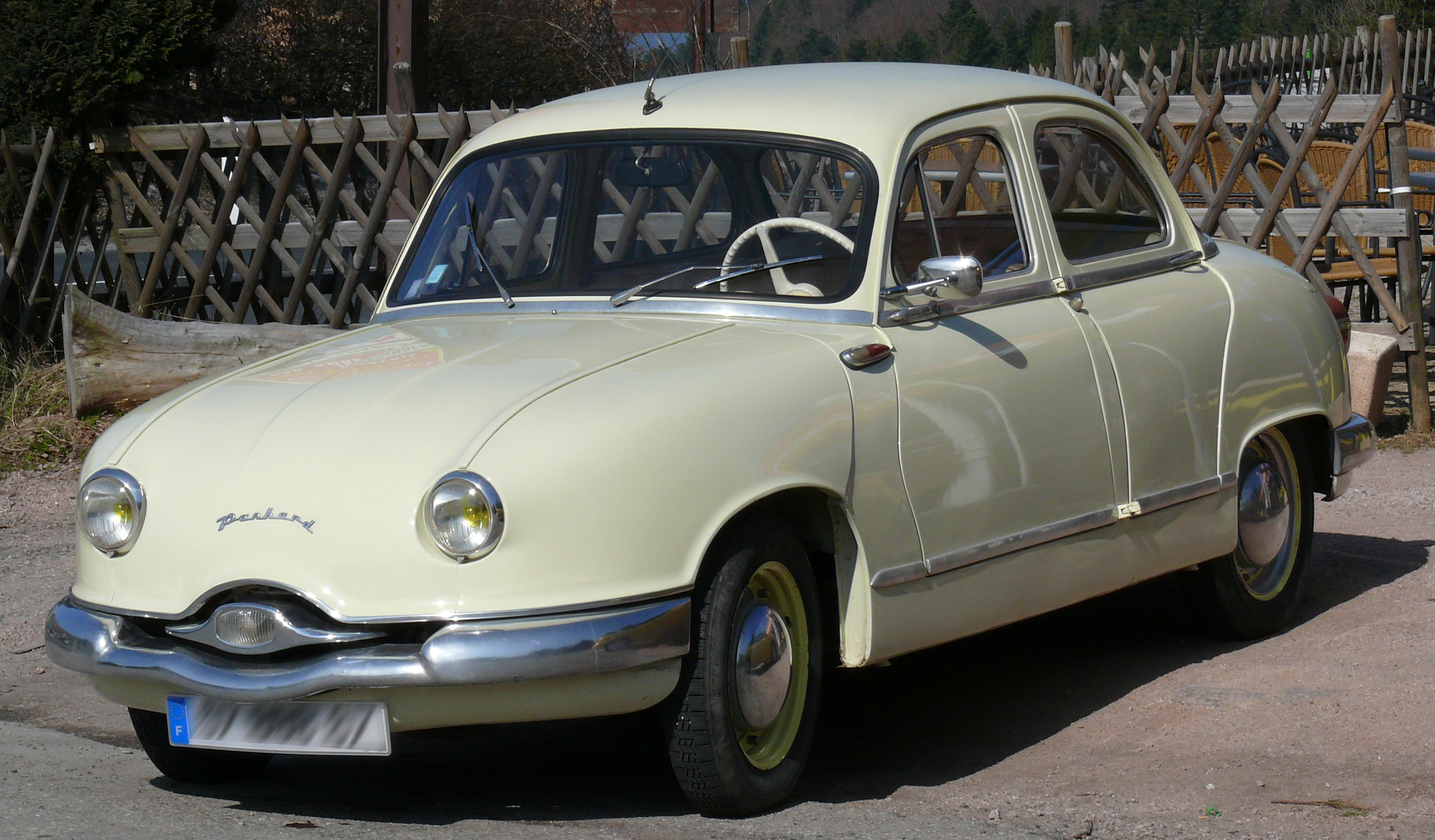
Una Dyna Z, erede della Dyna X

Il trend aumentò progressivamente con l'ingresso della Francia nel favoloso periodo di prosperità economica in Francia. Nel 1957 si raggiunse l'apice, con una produzione complessiva di 38.062 veicoli prodotti, di cui appena 71 tra camion e furgoncini: la Panhard stava progressivamente perdendo mordente nel settore del trasporto merci. Ma la situazione rimase delicata a livello generale: pur non detenendo la maggioranza del pacchetto azionario della Panhard, la Citroën stava giocando la sua partecipazione alle attività della casa di avenue d'Ivry come se in realtà le detenesse: forte di risultati brillanti fin dalla sua nascita, di esperienza più che consolidata sul piano della pubblicità, di tecnici, progettisti e designer a dir poco eclettici (in particolare André Lefèbvre e Flaminio Bertoni), la casa del "double chevron" poté permettersi di imporre alla Panhard le sue soluzioni relative all'organizzazione della produzione e alle campagne pubblicitarie. Gradualmente, la Panhard stava diventando sempre più fragile come azienda e sempre più controllata dalla Citroën. Addirittura alcuni concessionari Citroën puntavano maggiormente a vendere ai clienti le proprie vetture piuttosto che le Panhard.
Si giunse così ad un aumento di capitale, ottenuto nel mese di giugno del 1958 tramite la vendita di azioni, la maggior parte delle quali venne acquisita dalla Citroën, che così divenne detentrice del 45% del pacchetto azionario della Panhard. Nel 1959 si producevano ormai oltre il doppio dei furgoncini 2CV rispetto alle autovetture Panhard, più precisamente 49.969 furgoncini contro 24.427 autovetture dello storico marchio di avenue d'Ivry. Durante lo stesso anno venne lanciata la PL17, evoluzione della Dyna Z.
A partire dal 1960, la produzione Citroën ad avenue d'Ivry arrivò a comprendere anche la 2CV "Sahara", prodotta comunque in quantità limitate. Intanto, Paul Panhard e il figlio Jean, ancora presenti nel consiglio di amministrazione della Panhard, vennero insigniti di onorificenze per la loro dedizione alla casa che porta il loro cognome. Il 5 agosto 1961 vi fu la morte di Henri Sarazin, figlio di Louise Cayrol ed Émile Levassor, e anch'egli membro del consiglio di amministrazione dopo la questione legale di inizio secolo. Nel 1964 venne introdotta la Panhard 24, nuovo modello che affiancherà la PL17, ma con uno stile più moderno a doppi proiettori carenati che anticipò lo stile delle nuove Citroën DS rivisitate tre anni dopo. Questo nuovo modello era dotato sia di motori Aerodyne che di motori Tigre. Ma a quel punto il declino era già cominciato: il grande successo ottenuto da Panhard si rivoltò contro la casa francese perché l'enorme domanda non riusciva ad essere soddisfatta in tempi accettabili, per cui si dovette sacrificare parte della qualità del prodotto. Per questo motivo i modelli proposti tra il 1963 ed il 1965 non vendettero molto, anche a causa del prezzo (in Italia, anche a causa dei dazi, una Panhard 24 CT, con motore 850 cm³, costava più di un'Alfa Romeo  1300 Sprint coupé). Ciò portò la casa francese a fondersi con Citroën sempre nel 1965, per quel che riguarda il comparto fabbricazione di veicoli civili. Il 1965 fu anche l'ultimo anno di partecipazione della Panhard ad un salone automobilistico. A partire dal 1966, la produzione dei modelli Panhard e la loro distribuzione nei punti vendita venne integrata interamente nella filiera Citroën. Il 28 agosto 1967 la casa del "double chevron" presentò la sua gamma prevista per l'anno seguente, gamma che non comprese più alcun modello Panhard. L'attività dell'azienda tuttavia continuò, per produrre dei veicoli per conto della Citroën (2CV fourgonnette type AU), fino al 1969.
La Panhard, che produceva veicoli militari fin dal 1906, dal 1967 produce – col marchio Panhard – esclusivamente veicoli militari.

### Attività sportiva

#### Il periodo pionieristico (1894-1908)

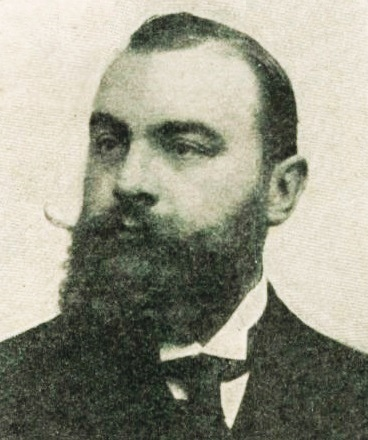
Il cavalier René De Knyff, plurivittorioso con la Panhard & Levassor nel periodo pionieristico

In quanto tra le case più antiche al mondo, la Panhard vanta una storia legata a doppio filo alla storia dell'automobilismo sportivo. Già si è parlato, a proposito della storia della casa di avenue d'Ivry, del suo debutto nelle corse in occasione della Parigi-Rouen, la prima gara automobilistica della storia. Si è parlato anche della successiva Parigi-Bordeaux-Parigi e dell'amicizia-rivalità con la Peugeot. In realtà le gare a cui la Panhard & Levassor partecipò furono più che numerose e moltissime furono le vittorie ottenute, sia direttamente dalla casa parigina, sia indirettamente da alcuni piccoli costruttori che montavano motori Panhard. Impossibile quindi elencare tutte le partecipazioni e le vittorie ottenute dalla Panhard & Levassor nel corso della sua attività. Uno dei mattatori dell'attività sportiva della Panhard & Levassor durante il periodo pionieristico fu senza dubbio il cavalier René de Knyff (1865-1954), pilota di nobili origini che diede un notevole impulso in questo campo. Tra le vittorie ottenute dalla Panhard & Levassor nel periodo a cavallo tra i secoli XIX e XX va senz'altro ricordata la Parigi-Dieppe del 24 luglio 1897, dove quattro Panhard giunsero ai primi quattro posti: una di queste vetture fu pilotata proprio da De Knyff. Anche la gara in cui Levassor rimase gravemente ferito vide tre vetture di avenue d'Ivry ai primi tre posti. Forse ancora più notevoli furono le sette vetture della casa parigina piazzate fra i primi undici posti al termine della Marsiglia-Nizza-La Turbie, tenutasi nel gennaio del 1898. Ed ancora, sei vetture di avenue d'Ivry si piazzarono ai primi sette posti nel primo Tour de France automobile della storia, tenutosi nel luglio del 1899. Vinse ancora una volta René De Knyff. Il 1900 fu ricco di vittorie per la Panhard & Levassor: cinque vetture ai primi sei posti a Pau, quattro vetture ai primi quattro posti alla Nizza-Marsiglia, tre vetture ai primi quattro posti alla Parigi-Tolosa e la vittoria alla primissima edizione della Gordon-Bennett. Nessuna vittoria alla Parigi-Berlino, la cui unica edizione si tenne nel giugno 1901, ma in ogni caso cinque vetture fra i primi sette. Sempre nello stesso mese, alla Parigi-Bordeaux, Léonce Girardot riuscì ad aggiudicarsi la vittoria.

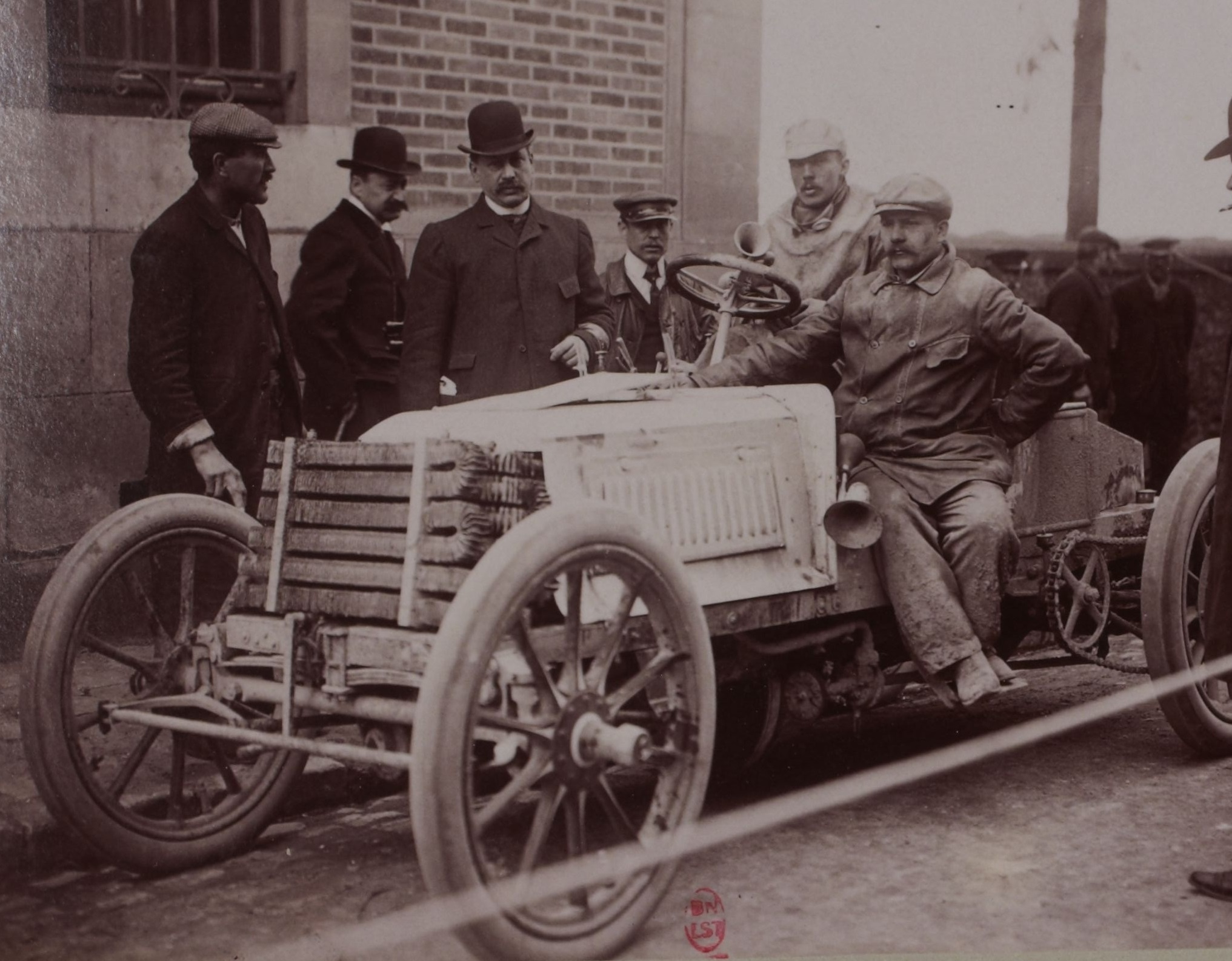
Maurice Farman al termine del Circuit du Nord, da lui vinto su una Panhard & Levassor 35CV

Negli anni successivi, accanto al solito De Knyff si affiancarono due personaggi destinati ad entrare nel novero dei costruttori di automobili e di aeroplani di quel periodo: i fratelli Henri e Maurice Farman. Fu in particolare quest'ultimo ad ottenere i risultati più significativi, a partire dalla vittoria assoluta al Circuit du Nord nel maggio 1902 per proseguire con la vittoria di categoria alla Parigi-Vienna dello stesso anno. Altre due vittorie del 1902 fu quella ottenuta dalla Panhard & Levassor di Charles Jarrott al Circuito delle Ardenne e quella di Paul Chauchard alla prima edizione della cronoscalata del Mont Ventoux. Nel 1903 le due Panhard & Levassor di De Knyff ed Henri Farman giunsero rispettivamente al secondo e terzo posto al termine della nuova edizione della Gordon-Bennett. Vinse invece Pierre de Crawhez al termine del Circuito delle Ardenne del 1903. All'edizione successiva di quest'ultima gara vennero schierate quattro Panhard & Levassor, delle quali due raggiunsero i primi due posti, mentre alla Coppa Vanderbilt la vittoria andò alla vettura di George Heath. Furono gli ultimi risultati degni di nota per quanto riguarda l'attività sportiva della Panhard & Levassor nel periodo pionieristico. Nel 1908, in seguito alla morte di Henri Cissac durante il Gran Premio di Francia dopo lo scoppio di uno pneumatico, la casa di avenue d'Ivry cessò per diversi anni il suo impegno in campo sportivo e tornerà a parlare di competizioni solo al termine della prima guerra mondiale, anche se solo limitatamente ai record di velocità, e nonostante ciò riuscì ad ottenere numerosi risultati significativi.

#### Gli anni '20 e i record di velocità

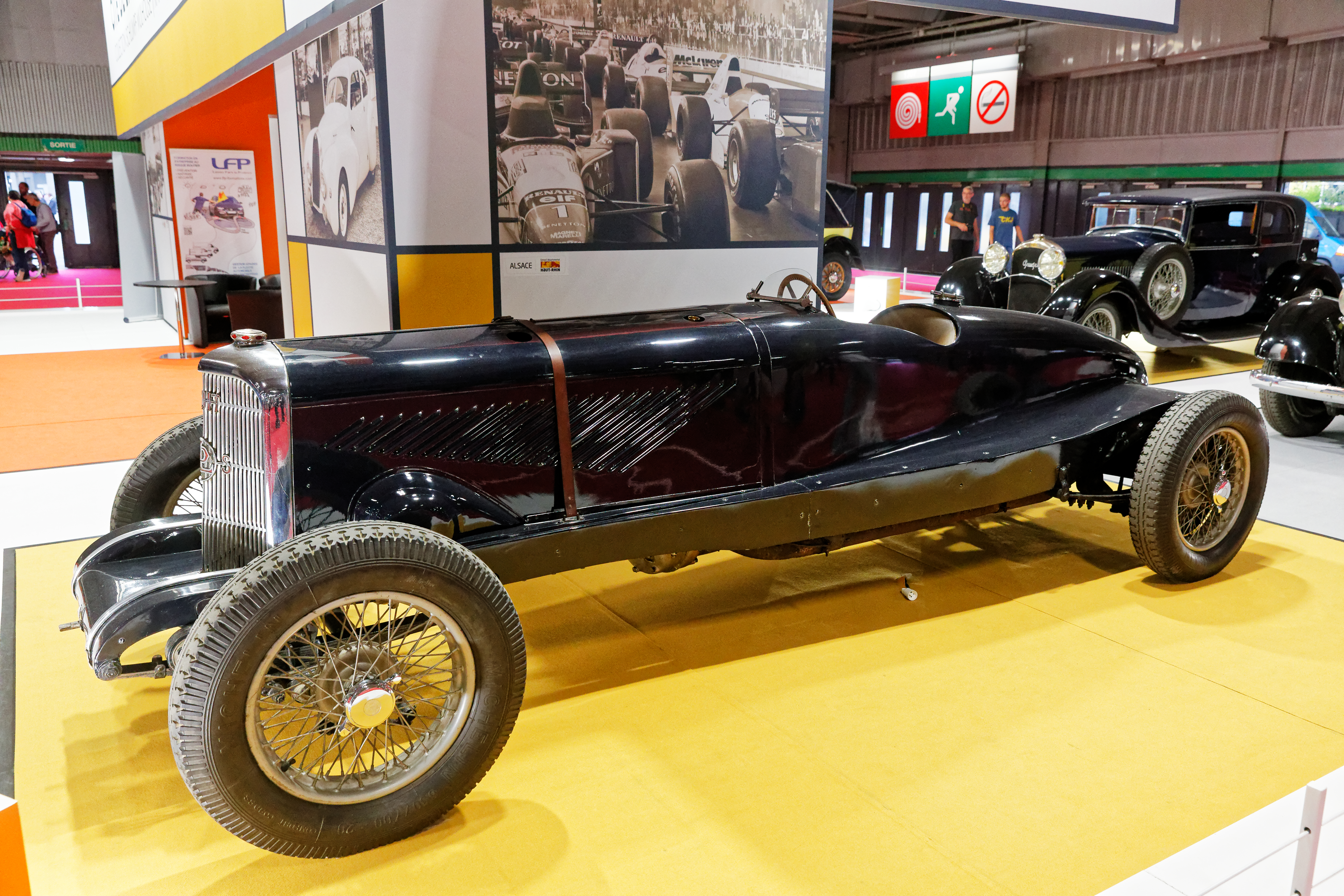
La Panhard & Levassor 35CV, che tra il 1925 e il 1934 stabilì numerosi record di velocità

L'attività sportiva della Panhard & Levassor riprese solo nel 1925 con l'intenzione, da parte del direttivo, di costruire una vettura da record di velocità. Sarà la prima di una serie di vetture realizzate appositamente per questa specialità sportiva. La prima vettura da record della casa di avenue d'Ivry fu costruita a partire da un telaio con motore da 4,8 litri su cui venne montata una carrozzeria affusolata: gli studi sull'aerodinamica erano all'epoca solo agli albori, ma il risultato fu ugualmente efficace, visto che la vettura riuscì a stabilire alcuni record, tra cui il più notevole fu quello dell'ora, stabilito il 31 agosto 1925 da Charles Ortmans, che raggiunse una velocità massima di 185,773 km/h. Da quel primo successo derivarono nel 1926 altre tre vetture da record, equipaggiate rispettivamente con motori da 1487, 5516 e 6350 cm³. Le prime due ebbero decisamente sfortuna in campo sportivo, con la versione intermedia che il 13 ottobre ebbe addirittura un incidente a 200 orari uccidendo il pilota Marius Breton. La versione di cilindrata maggiore, chiamata anche 35CV, sempre condotta da Breton, stabilì però già il 9 marzo dello stesso anno il record dell'ora a Montlhéry con una punta di 193,507 km/h. Prima di perdere la vita in ottobre, Breton riuscì a migliorare alcuni record, come quello dei 50 km e delle 50 miglia. Anche l'anno successivo la 35CV venne impiegata in questa specialità sportiva: in Svezia, raggiunse i 185 km/h il 23 gennaio e i 198 km/h una settimana dopo. Vale la pena ricordare che queste vetture da record erano anch'esse equipaggiati con motori avalve. Dopo gli exploit svedesi, la 35CV cessò di essere impiegata per alcuni anni.

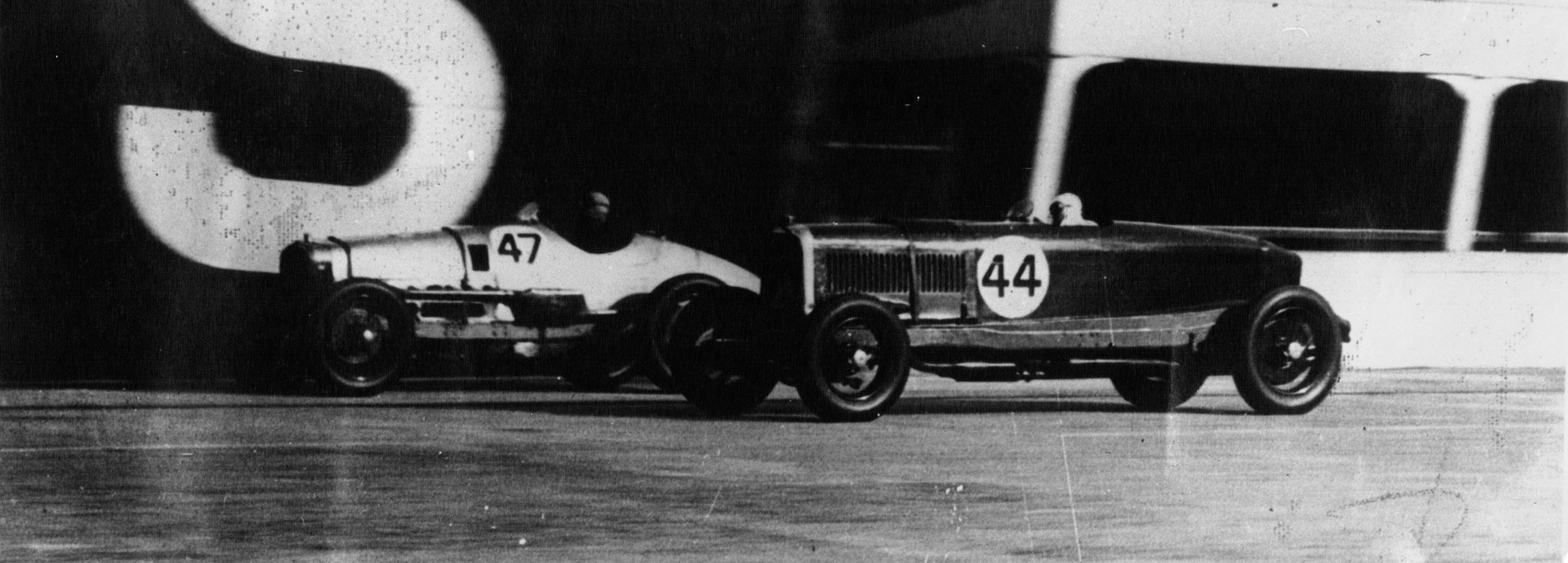
La 35CV di George Eyston assieme alla Delage di John Cobb

Tornerà infatti solo nel 1930, quando ad Arpajon stabilirà ben quattro record, tra cui il chilometro ed il miglio lanciato ad oltre 222 km/h. La 35CV impiegata stavolta fu caratterizzata da una cilindrata portata a quasi 8 litri e venne pilotata da Michel Doré. Ed anche stavolta, la 35CV scomparve subito dopo per un anno e mezzo circa. Ritornò ancora una volta nella primavera del 1932, ancora con Michel Doré al volante, che stabilì il record del chilometro lanciato, coprendolo in un tempo di poco più di 19 secondi. I risultati più rilevanti si ebbero però con al volante l'inglese George Eyston, che giunse secondo al British Empire Trophy alle spalle della Delage di John Cobb, mentre a Montlhéry stabilì quattro nuovi record, più precisamente sui 100 km, sulle 100 miglia, sui 200 km e sull'ora con 210,392 km/h. Dopo un 1933 meno brillante, il 4 febbraio 1934 vide nuovamente Eyston stabilire a Montlhéry un nuovo primato dell'ora con 214,064 km/h. Tre mesi dopo, altri sei record vennero stabiliti dall'inglese. Il 15 luglio dello stesso anno, prima di essere ritirata dalle gare per la meritata pensione, la 35CV ebbe il tempo di battere alcuni altri record nella categoria fra i 5 e gli 8 litri di cilindrata. Furono anche gli ultimi risultati sportivi per la casa di avenue d'Ivry prima dello scoppio della seconda guerra mondiale.

#### Panhard e lo sport nel secondo dopoguerra

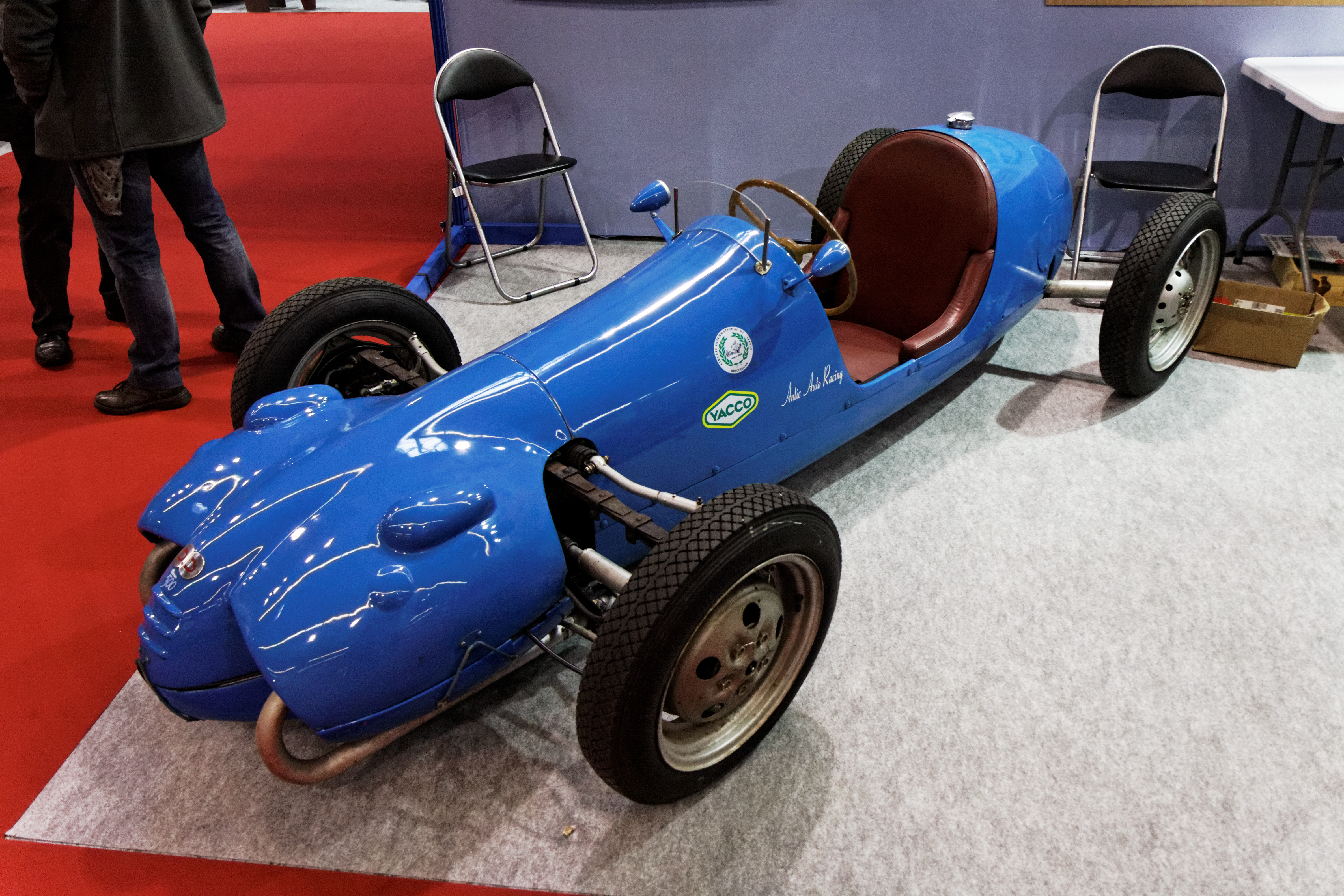
Una Racer 500, vettura monoposto costruita dalla DB con motore Panhard flat-twin

L'attività sportiva della casa di avenue d'Ivry riprese nel 1949 con la Dyna X che si rese protagonista in Svezia il 12 dicembre, quando tre di queste vetture giunsero ai primi tre posti nella loro categoria. Nel frattempo, la DB, piccolo costruttore nato per volere dei due soci René Bonnet e Charles Deutsch, presentò la sua monoposto Racer 500. In quegli anni la meccanica Panhard venne sfruttata su licenza anche da altre piccole aziende automobilistiche come la Devin Enterprises (Devin Panhard) e la Monopole (Panhard Monopole). Furono in particolare la Monopole e la DB ad ottenere i risultati migliori, numerosi oltre ogni aspettativa. Trenta solo nel 1950, fra cui le vittorie di categoria alla 24 ore di Le Mans e alla 12 ore di Parigi, in entrambi i casi su vetture Monopole. La saga sportiva della Panhard e delle vetture motorizzate Panhard coinvolse anche nomi di spicco dell'automobilismo mondiale, come l'apprezzato pilota-giornalista Paul Frère che al volante di una Dyna X trionfò al Gran Premio delle vetture di serie tenutosi sempre nel 1950 a Spa-Francorchamps. Anche la DB disse la sua in quell'anno, stabilendo due record di velocità nelle categorie 500 e 750 cm³ a Montlhéry il 10 e l'11 ottobre. Il 1951 fu ancor più fruttuoso, molto di più se si tiene conto delle varie specialità in cui le vetture motorizzate Panhard seppero imporsi: che si trattasse di gare di endurance, di record di velocità, di rally o di cronoscalate, non vi fu quasi manifestazione in cui Panhard, DB o Monopole seppero mettersi in evidenza e, molto spesso, trionfare. Le ripetute vittorie di queste vetture consentirono alla Panhard di ottenere un notevole ritorno d'immagine, oltre che economico. Tra questi numerosi successi vanno citate le due vittorie di categoria ottenute nuovamente a Le Mans e la seconda vittoria di Paul Frère a Spa-Francorchamps.

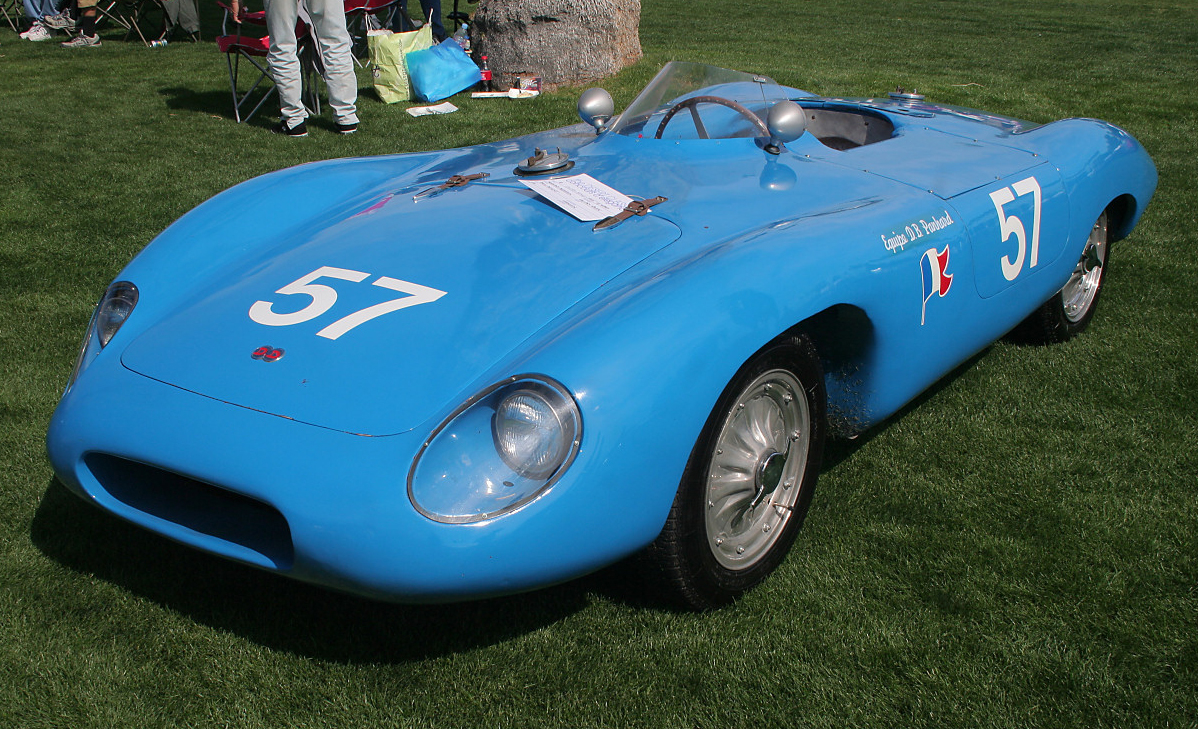
La barchetta DB vittoriosa a Le Mans nel 1955

Alla fine di marzo del 1952 furono già settanta le vittorie ottenute dalla Panhard e dalle vetture motorizzate Panhard, quando la Dyna X pilotata da coniugi De Roquefort trionfò nella sua categoria al rally di Charbonnières. Un altro risultato notevole per quel 1952 fu la vittoria della DB pilotata dallo stesso René Bonnet alla 12 ore di Sebring. Un anno dopo l'exploit dei coniugi De Roquefort, le vittorie totali di Panhard e derivate salirono a ben 170, un vero record già di per sé. E durante il solo 1953 le vittorie furono 184, ottenute ad ogni latitudine e in ogni angolo del pianeta, persino in Madagascar e in Brasile. Per il quarto anno consecutivo, il flat-twin Panhard si rivelò vincente a Le Mans, questa volta equipaggiando una Dyna X profilata. Le vittorie non si contarono neppure nel 1954, mentre nel 1955 una Dyna Z conquistò il primo posto di classe al Rally di Montecarlo, nonché il secondo posto in classifica assoluta. Nuova affermazione anche a Le Mans, dove una barchetta DB conquistò l'ennesima vittoria di categoria alla manifestazione francese.

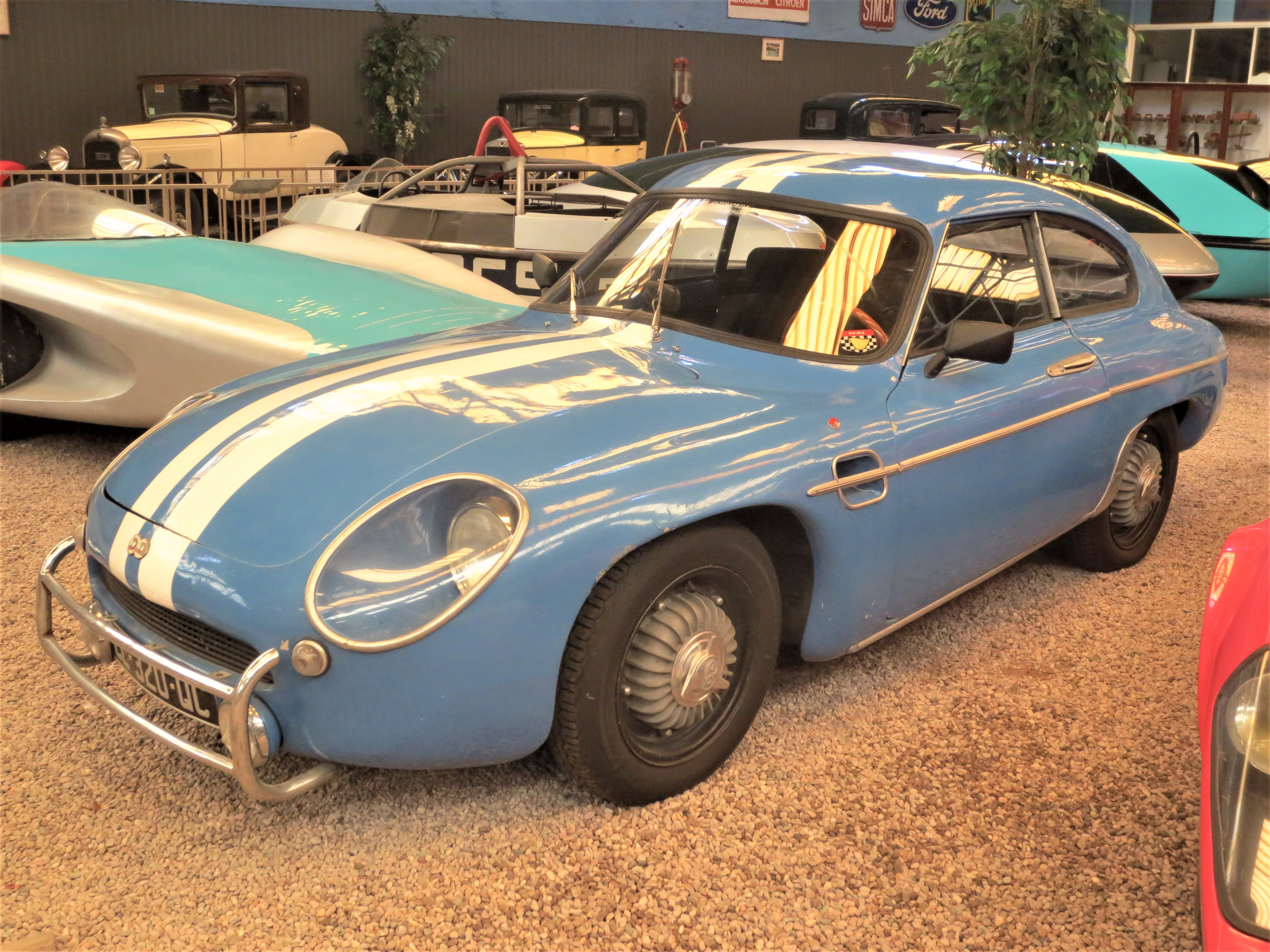
La DB HBR5 Coach vittoriosa al Tour de France nel 1956

Copione simile anche nel 1956, con vittorie di classe a Le Mans (DB), al Giro di Sicilia (Dyna X), a Montecarlo (Dyna X) e al Tour de France (DB HBR5). Si noti che vennero impiegate ancora delle Dyna X, nonostante fosse già in commercio la Dyna Z. Numerose altre vittorie nel 1957, con la Dyna X che trionfò addirittura in classifica generale a Sestrières. Non solo, ma le vetture ottennero premi e riconoscimenti vari anche al termine di gare di consumo, provando così, oltre all'affidabilità del flat-twin, anche le sue doti di economia. Nel 1958 si celebrò l'850a vittoria ottenuta da una vettura con motore Panhard, un record di portata enorme: fra le vittorie ottenute in quell'anno vanno senz'altro ricordate quella al rally Lione-Charbonnières (DB), al rally della Route du Nord (Dyna Z), alla 12 ore di Reims, alla Liegi-Roma-Liegi e al Tour de France. L'eco delle vittorie della Panhard si fece ancor più evidente nel momento in cui queste vetture riuscirono a vincere per ben 21 volte negli Stati Uniti. Purtroppo nell'ottobre 1958 la Monopole chiuse i battenti, mentre la DB divenne la scuderia ufficiale della casa di avenue d'Ivry. Ed ancora, nel 1959, le vittorie si susseguirono a raffica: Le Mans, Montecarlo, Sebring, Tour de France, Critérium des Cévennes, ecc. Altre cinquanta vittorie si ebbero nel corso del 1960, mentre nel 1961 vi fu il debutto della PL17 in alcune competizioni, anche se la voce grossa era sempre quella della DB, che mise ancora una volta il suo marchio tra quelli dei vincitori a Le Mans. La PL17, dal canto suo, trionfò in classifica generale a Montecarlo, con tre vetture ai primi tre posti. Sempre presenti anche le gare di consumo dove, anche in questo caso, la Panhard ebbe modo di trionfare ancora.

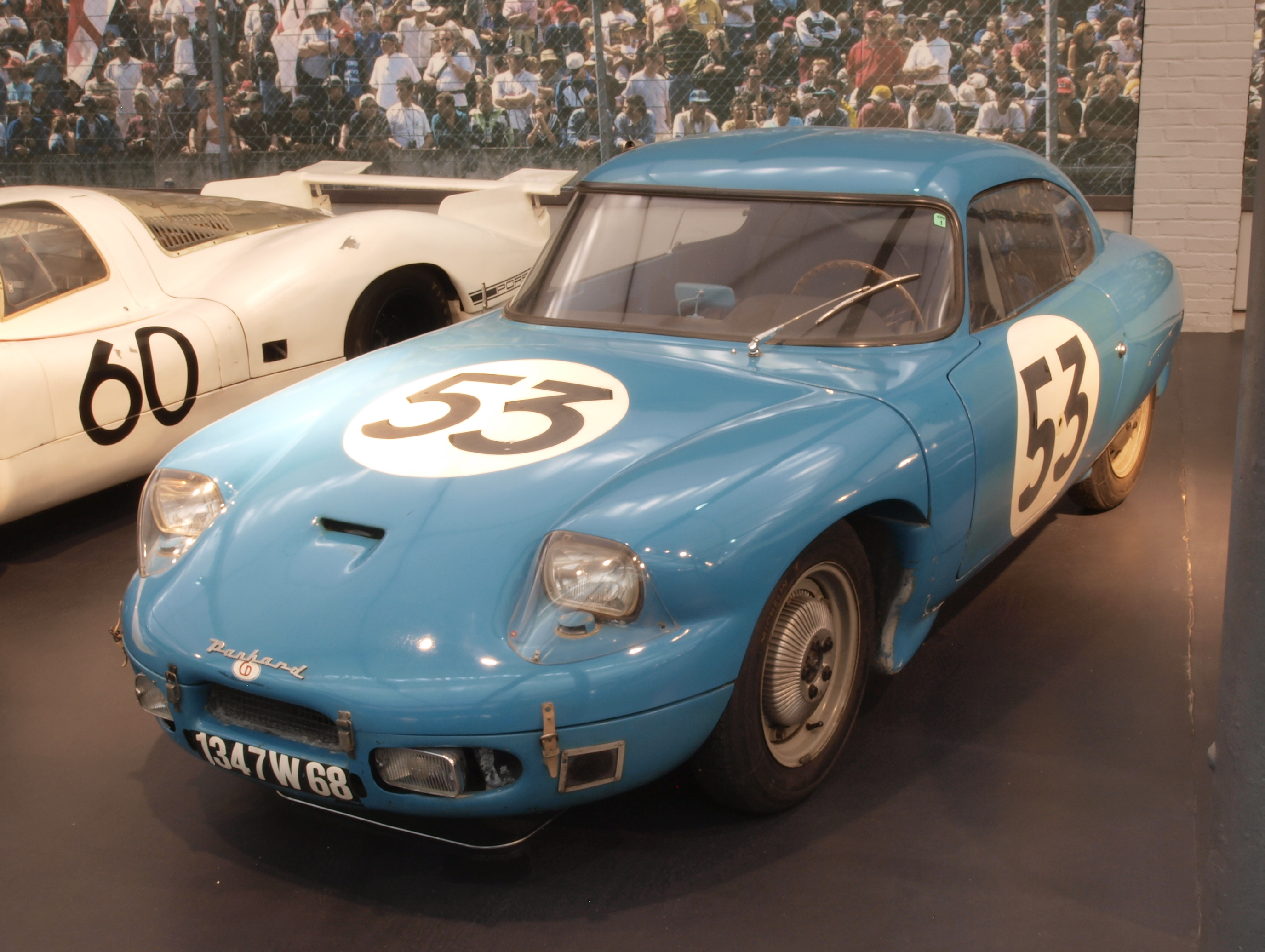
La CD Coach vittoriosa a Le Mans nell'Indice di Efficienza

Nel 1962 la DB, scuderia ufficiale della casa di avenue d'Ivry, si sciolse per divergenze fra i due fondatori. Uno di essi, Charles Deutsch, rimase comunque fedele alla Panhard e fondò per conto suo la CD, sempre improntata allo stesso genere di attività e sempre con motori Panhard, ed anche in questa sua nuova vita, la divisione sportiva della Panhard ottenne alcune soddisfazioni, tra cui le ultime vittorie a Le Mans, ottenute proprio nel 1962. Intanto, sempre la PL17 fece incetta di vittorie in Sudamerica e nell'ambito delle gare di consumo. Dopo un 1963 opaco, il 1964 vide il ritorno della CD a Le Mans con una vettura ultraprofilata, la LM64, ma stavolta senza risultati degni di nota. Fu questa l'ultima volta in cui una vettura a motore Panhard calcò il tracciato di Le Mans. Dopodiché, la CD di Charles Deutsch continuò la sua attività, ma utilizzando motori Peugeot. Nel frattempo, la 24 CT e la 24 C ottennero a loro volta delle vittorie nelle gare di consumo. Nel 1965, una Panhard ormai in piena crisi volle comunque cimentarsi ancora una volta nei rally, dove alcune Panhard 24 si schierarono sulla linea di partenza del Tour de Corse, con la vettura dell'equipaggio Ogier-Pointet che vinse nella sua categoria. Nel 1966, la 24 CT riuscì ad ottenere sette vittorie su sette partecipazioni in vari rally. Gli ultimi acuti della casa di avenue d'Ivry in campo sportivo si ebbero nel 1967 con le due vittorie ottenute al rally della Route du Nord e alla Marathon de la Route.

### Gli stabilimenti storici
Gli stabilimenti storici della Panhard erano situati nel XIII arrondissement di Parigi, tra le attuali rue Gandon e rue Nationale.
La maggior parte degli stabilimenti erano situati tra rue Gandon, avenue d'Ivry e il boulevard Masséna; il perimetro è oggi occupato dal cosiddetto Ensemble Masséna, che stato creato a partire dagli anni 1970, demolendo gli ex stabilimenti Panhard, per creare delle torri residenziali.
Un'altra parte degli stabilimenti – le Anciennes usines Panhard et Levassor – erano situate in un triangolo tra il 2-18 avenue d'Ivry, 1-11 rue Nationale e 107-115 rue Regnault. Tra il 2007 e il 2013, l'Îlot Panhard è stato completamente ristrutturato da AREP ed attualmente accoglie la sede sociale di SNCF Gares & Connexions (e delle sue filiali AREP e PARVIS), un asilo per bambini e il centro di accoglienza per senzatetto dell'associazione La Mie de pain.

### Panhard General Defense

Logo "Panhard General Defense"

La società conclude degli accordi con Citroën, poi con Peugeot, e si orienta verso la costruzione di mezzi blindati sotto la denominazione di Société de constructions mécaniques Panhard-Levassor. Panhard si è fusa con Citroën nel 1965 e ne fu separata nel 1975 per diventare una filiale del gruppo Peugeot S.A. (gruppo Citroën, Peugeot, Talbot), sotto la denominazione di Société de constructions mécaniques Panhard-Levassor (SCMPL), con una sede al 18 avenue d'Ivry a Parigi.
A partire dal 1967, Panhard non costruisce più veicoli civili, ma l'azienda continua la produzione di veicoli militari blindati nel suo stabilimento di Marolles-en-Hurepoix, tra cui l'Engin Blindé de Reconnaissance.
All'inizio del 2005, PSA Peugeot Citroën vende la società Panhard alla Auverland (Société Nouvelle des Automobiles Auverland), fondata nel 1980 da François Servanin, ma conserva il nome prestigioso di «Panhard» per un'eventuale utilizzazione civile futura. Già nel 1979, Peugeot aveva pensato di resuscitare il nome di Panhard per utilizzarlo sui modelli di Chrysler-Europe, prima di scegliere alla fine il marchio Talbot. La nuova azienda (Panhard e Auverland) prende il nome di «Panhard General Defense» sotto la direzione di Christian Mons.
Alla fine del 2005, la Panhard General Defense aveva un fatturato di 60 milioni di euro e un utile di 11 milioni di euro. Alla fine del 2016, la Panhard General Defense aveva un fatturato di 77 milioni di euro, un utile di 6 milioni di euro e 281 dipendenti.
Nel 2010, «Panhard GD» sviluppa un'attività di produzione di veicoli militari, con un fatturato di 70 milioni di euro (nel 2007), dieci volte inferiore a quello del suo concorrente GIAT Industries. I suoi veicoli sono in prima linea in Afghanistan, Kosovo e ogni anno durante il défilé militare del 14 luglio sugli Champs-Élysées. Il suo catalogo propone una quindicina di veicoli leggeri e la produzione arriva a 9.500 veicoli all'anno.
Nel 2012, «Panhard General Defense» è acquistata da Renault Trucks Defense, filiale di Renault Trucks, che appartiene al Volvo Group, e assume la denominazione commerciale di «Panhard Defense».
Al 2017, la Panhard General Defense possiede due stabilimenti: Marolles-en-Hurepoix (sede sociale) e Saint-Germain-Laval.
Il 24 maggio 2018, Renault Trucks Defense diventa Arquus; Renault Trucks Defense, ACMAT e Panhard sono riunite sotto l'unico marchio Arquus.

## Veicoli

### Veicoli civili
Automobili prodotte dal 1890 al 1930
- 1890-1896: Panhard & Levassor Type A – prima autovettura prodotta dalla Panhard & Levassor, considerata anche come la prima autovettura a motore a combustione interna prodotta in serie nella storia dell'automobile
- La Panhard & Levassor type A (dotata di un bicilindrico Daimler da 565 cc.) fu la seconda vettura a circolare in Italia: acquistata il 30 novembre 1893 fu consegnata al marchese fiorentino Carlo Ginori il 28 febbraio 1894.[40] La prima autovettura nel bel paese fu invece la Peugeot Type 3: ordinata il 30 agosto 1892, venne consegnata il 2 gennaio 1893 a Gaetano Rossi (1855-1947) industriale della Lanerossi.
- 1895-1902: Panhard & Levassor A1 e A2 –
- 1896-1902: Panhard & Levassor B1 e B2 –
- 1902-1921: Panhard & Levassor 7CV e 8CV –
- 1902-1930: Panhard & Levassor 10CV –
- 1909-1931: Panhard & Levassor 12CV –
- 1902-1915: Panhard & Levassor 15CV –
- 1899-1931: Panhard & Levassor 16CV e 18CV –
- 1902-1930: Panhard & Levassor 20CV e 24CV –
- 1901-1930: Panhard & Levassor 30CV e 35CV –
- 1905-1910: Panhard & Levassor 50CV e 65CV –

Automobili prodotte dal 1929 al 1940
- 1929-1938: Panhard & Levassor DS – grande autovettura di lusso, prodotta come berlina, limousine, coupé e cabriolet;
- 1930-1938: Panhard & Levassor CS – grande autovettura di lusso, prodotta come berlina, limousine, coupé e cabriolet;
- 1936-1940: Panhard & Levassor Dynamic – grande autovettura di lusso, prodotta come berlina, limousine, coupé e cabriolet;

Automobili prodotte dal 1946 al 1967
- 1946-1954: Panhard Dyna X – detta « Louis XV » o «le Crapaud», modello che permise alla marca di ritornare nelle competizioni automobilistiche, dopo quasi 40 anni di assenza, prodotta come berlina, cabriolet, familiare e furgone;
- 1948: Panhard Dynavia – prototipo, esposto alla Cité de l'automobile di Mulhouse
- 1952-1956: Panhard Dyna Junior – derivata dalla Dyna X, prodotta come cabriolet e roadster
- 1952-1953: Panhard Dyna 750 Coupé Allemano – autovettura coupé realizzata dalla Carrozzeria Allemano;
- 1952- : Panhard Scarlette – una Rosengart Ariette con il telaio e il motore della Dyna X;
- 1954-1959: Panhard Dyna Z – prima autovettura studiata in galleria del vento, derivata dalla Dynavia, prodotta come berlina, cabriolet, familiare, furgone e pick-up;
- 1956- : Panhard Monopole – autovettura ufficiale della marca alla 24 Ore di Le Mans nel 1956, nel 1967 e nel 1958; e nei rallye con il cambio corto;
- 1959-1965: Panhard PL 17 – poi semplicemente 17, prodotta come berlina, cabriolet, familiare, furgone e pick-up;
- 1962-1965: Panhard CD – prodotta come coupé gran turismo, in collaborazione con Charles Deutsch (ex DB);
- 1963-1967: Panhard 24 – prodotta come coupé e coach[41];
- 1964: Panhard LM64 – autovettura da competizione prodotta in 2 esemplari per la 24 Ore di Le Mans;
- 1967: Fine della produzione di automobili Panhard[42];
- 1955-1969: Citroën 2CV Furgoncino – produzione della 2CV fourgonnette per la Citroën;
- 1969-1975: Citroën-Panhard MEP – autovettura da competizione monoposto.

### Veicoli militari

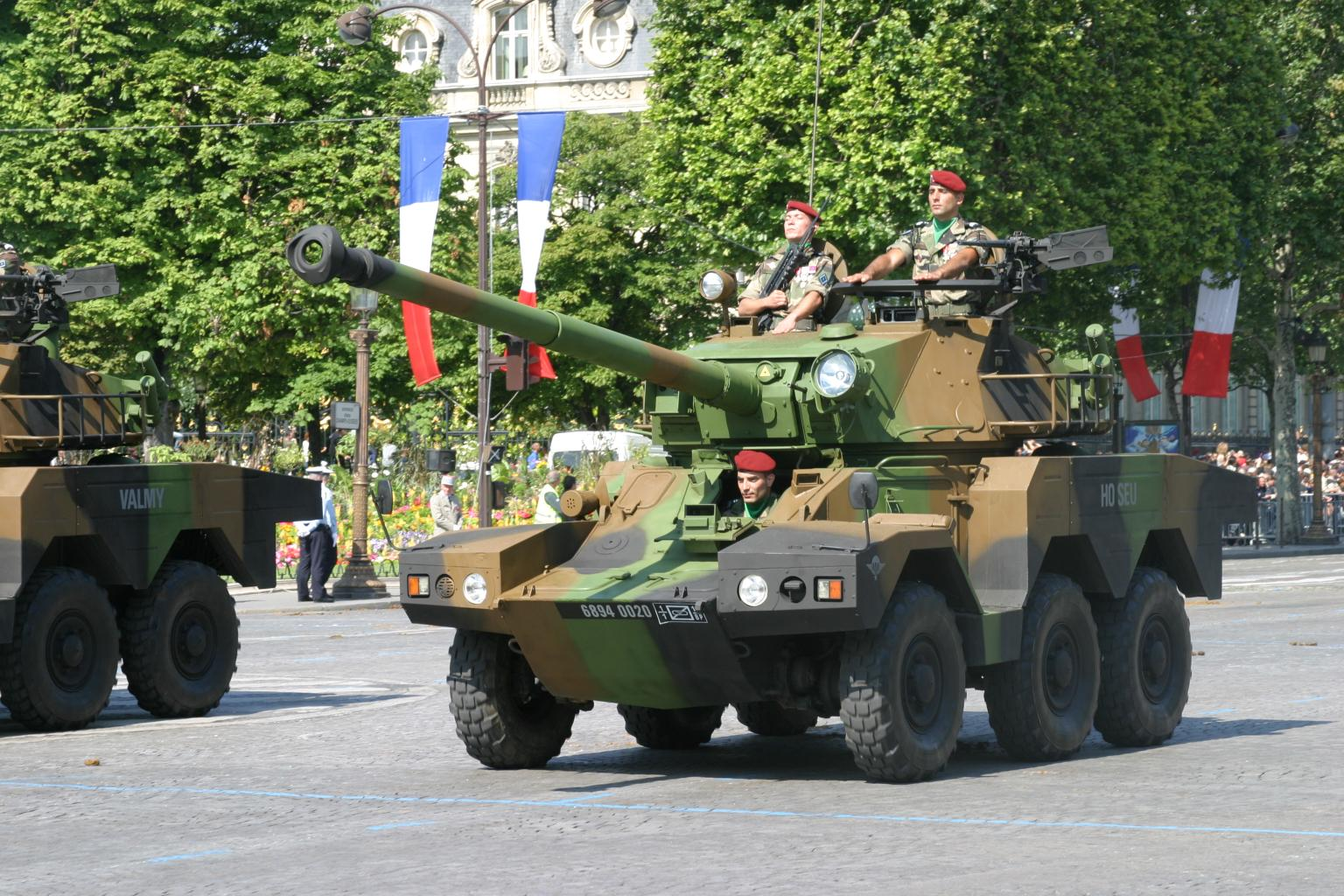
Un ERC-90 Sagaie dell'AdT.

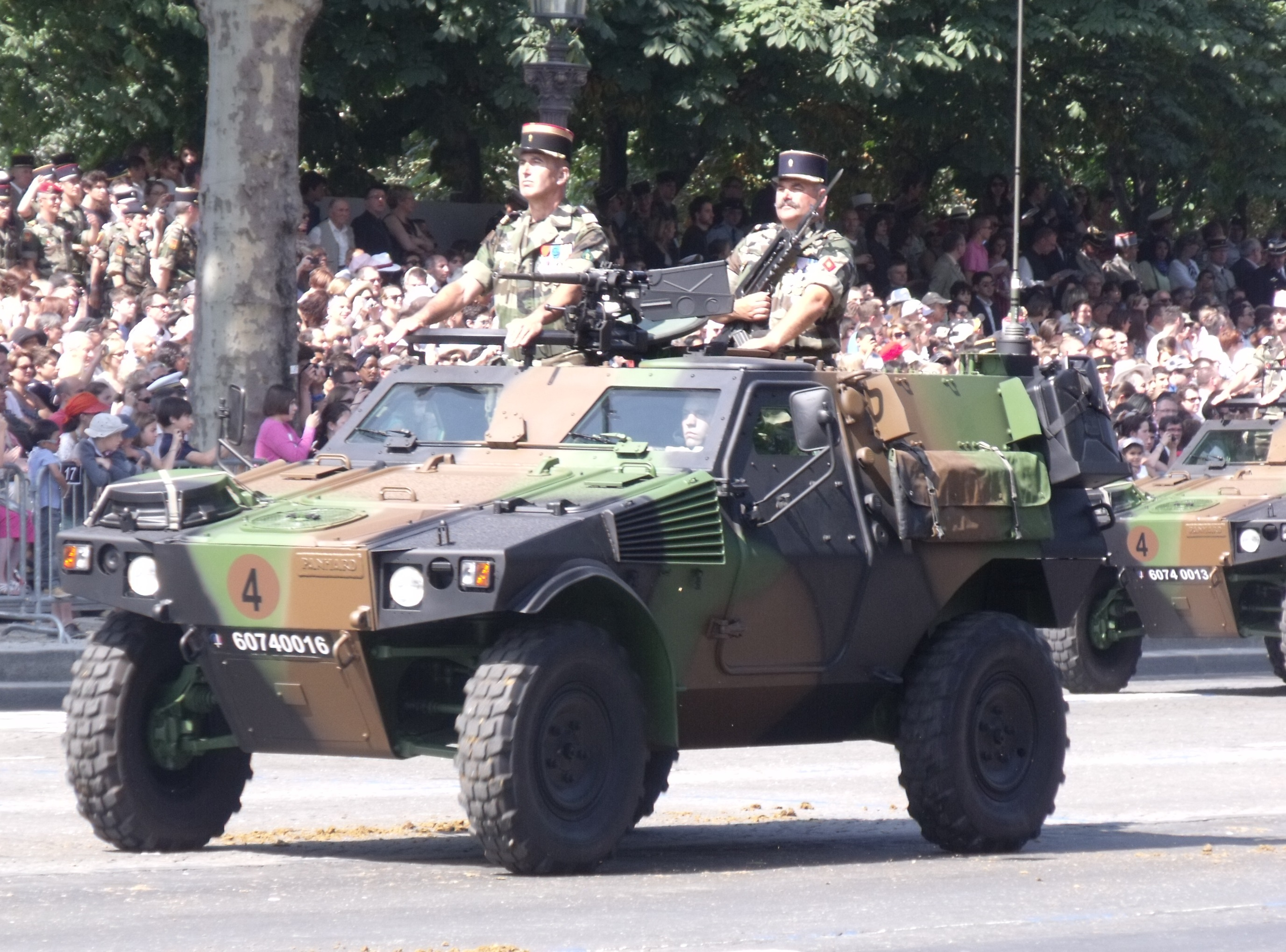
Un Véhicule Blindé Léger dell'AdT.

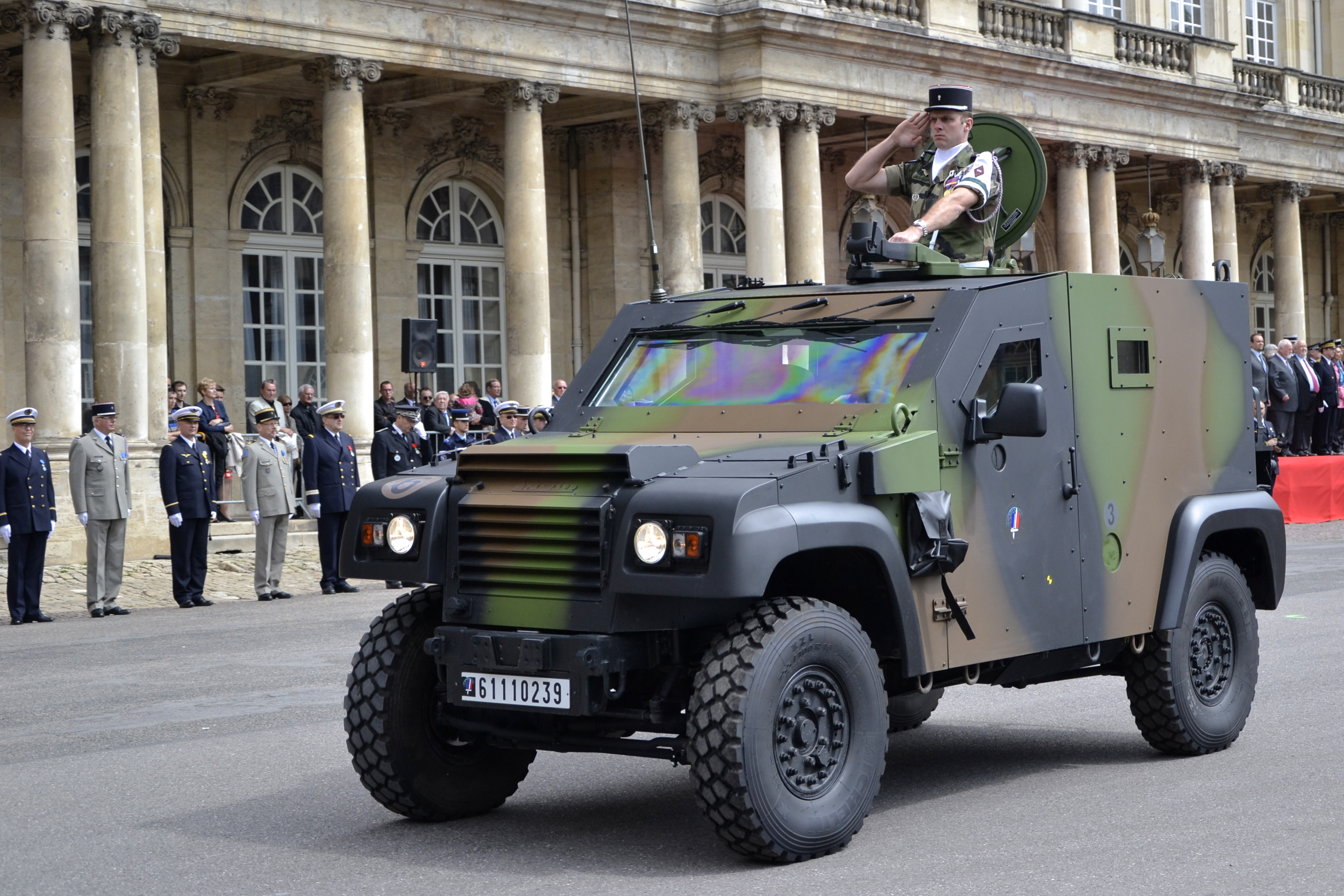
Un Petit Véhicule Protégé dell'AdT.

Panhard sviluppa e produce veicoli militari dal 1906. Detenuta dal Gruppo PSA, Panhard è stata ceduta nel febbraio 2005 al concorrente Auverland e la nuova entità ha preso il nome di «Panhard General Defense». Panhard impiegava 350 persone e realizzava più di 100 milioni di euro di fatturato alla fine del 2010. Nell'ottobre 2012 – all'epoca impiegava 330 persone e aveva un fatturato di 81 milioni di euro – è stata acquistata da Renault Trucks Defense, filiale di Renault Trucks, e ha assunto il nome commerciale di «Panhard Defense». Dal 24 maggio 2018, Arquus è il nuovo marchio unico del gruppo Renault Trucks Defense e delle filiali ACMAT e Panhard.
Tra i veicoli militari prodotti dalla Panhard, vi sono:
- 1906 – Panhard-Genty 24 HP – veicolo da ricognizione armato;
- 1914 – Panhard 103 – autoblindo parzialmente blindato;
- 1913 – Panhard 105 – automobile da guerra blindata;
- 1926 – Panhard 138 – autoblindo da cavalleria;
- 1926 – Panhard 16 cv X46 – autoblindo;
- 1930 – Panhard 165/175 TOE Théâtres d'opérations extérieurs – autoblindo;
- 1932 – Panhard 179 Camion Blindé Panhard – mezzo corazzato;
- 1935 – Panhard 178 (AMD 35 P) Auto-Mitrailleuse de Découverte – autoblindo;
- 1940 – Panhard 201 – prototipo da cui deriverà l'EBR;
- 1951 – Panhard EBR Engin Blindé de Reconnaissance – veicolo da combattimento della fanteria;
- 1956 – Panhard ETT Engin de Transport de Troupes – veicolo trasporto truppe derivato dal EBR;
- 1966 – Panhard AML60/90 AutoMitrailleuse Légère – autoblindo;
- 1969 – Panhard M3 – veicolo trasporto truppe;
- 1970 – Panhard M4 – prototipo per il programma VAB;
- 1977 – Panhard ERC Engin à Roues Canon de 90 mm detto «Sagaie» – veicolo da combattimento della fanteria;
- 1977 – Panhard VCR Véhicule de Combat à Roues – veicolo trasporto truppe;
- 1985 – Panhard PL 30 – produzione del Peugeot P4[44];
- 1990 – Panhard VBL Véhicule Blindé Léger – veicolo blindato leggero;
- 2002 – Panhard PVP Petit Véhicule Protégé - Dagger – veicolo protetto compatto, concepito come Auverland A4 AVL;
- 2005 – Panhard VPS Véhicule Patrouille Spéciale – veicolo derivato dal Peugeot P4;
- 2010 – Panhard SPHINX – prototipo per il programma Engin blindé de reconnaissance et de combat;
- 2011 – Panhard CRAB Combat Reconnaissance Armoured Buggy – prototipo per il programma SCORPION.